# Volkswagen Golf
Volkswagen Golf – samochód osobowy klasy kompaktowej produkowany pod niemiecką marką Volkswagen od 1974 roku. Od 2019 roku produkowana jest ósma generacja modelu.

## Pierwsza generacja

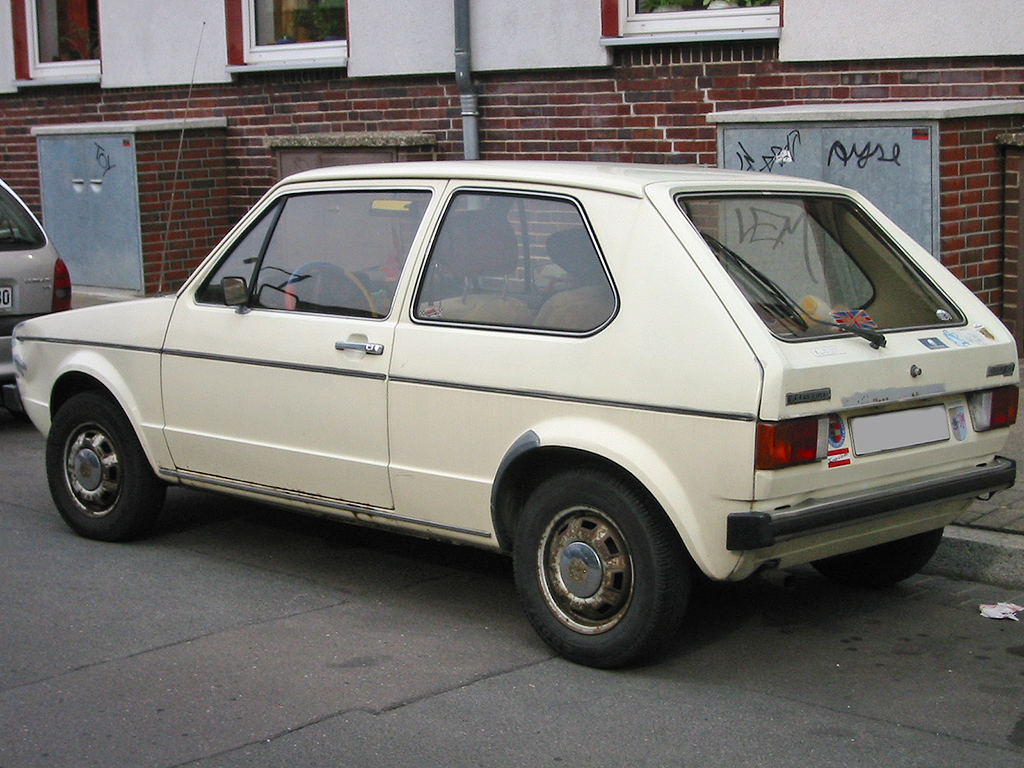
Volkswagen Golf I – tył

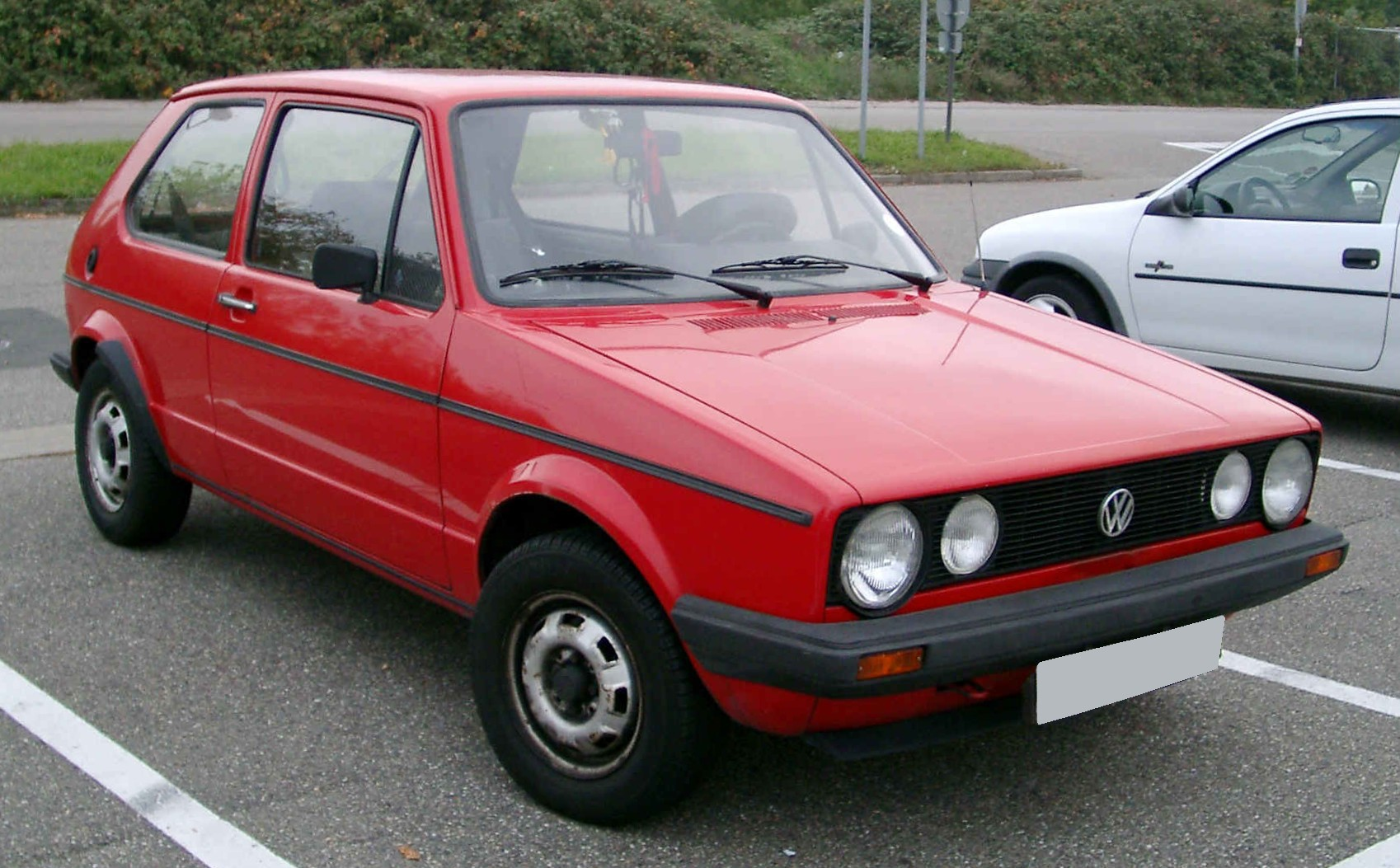
Volkswagen Golf I po liftingu

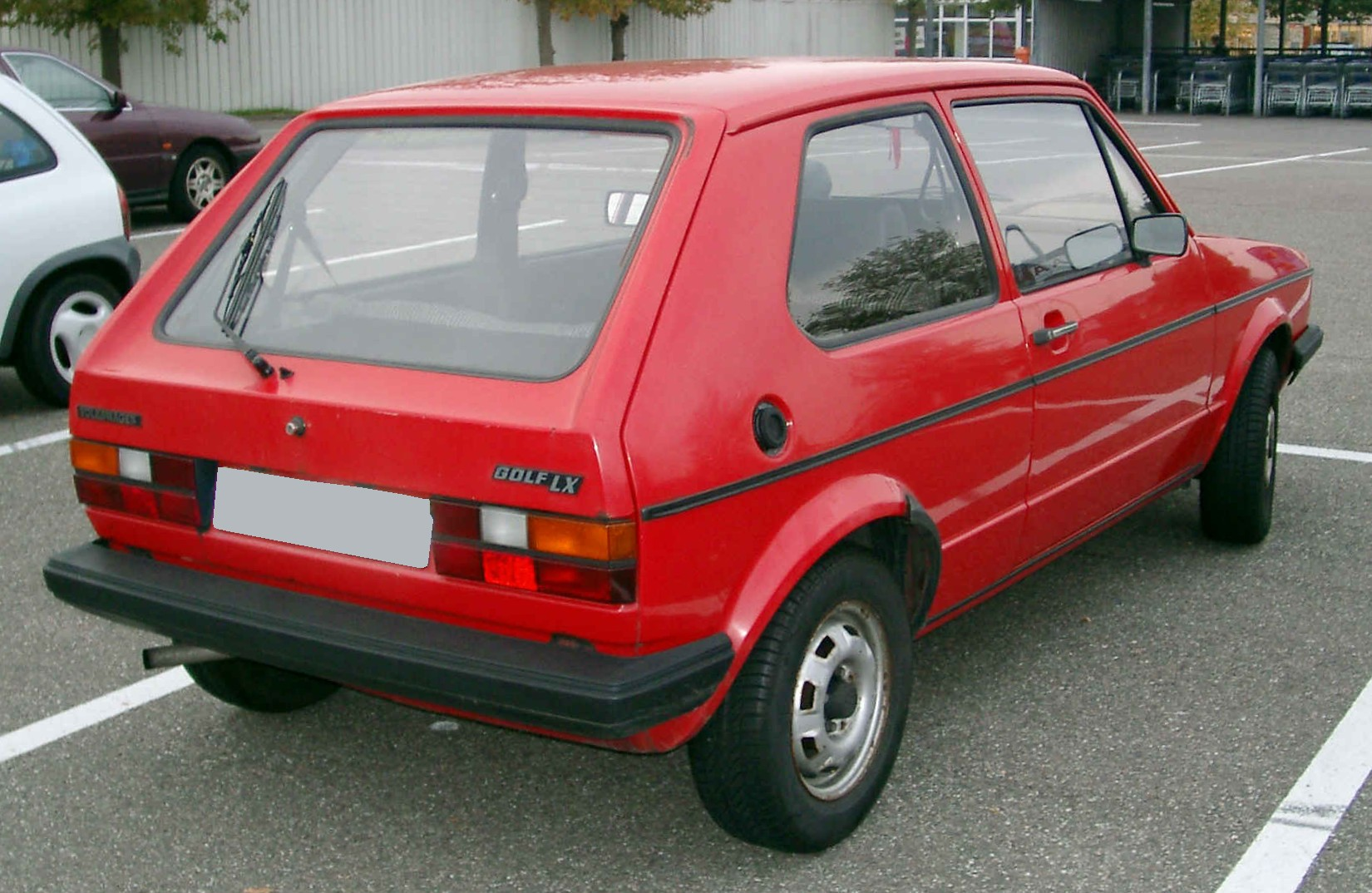
Volkswagen Golf I – tył po liftingu

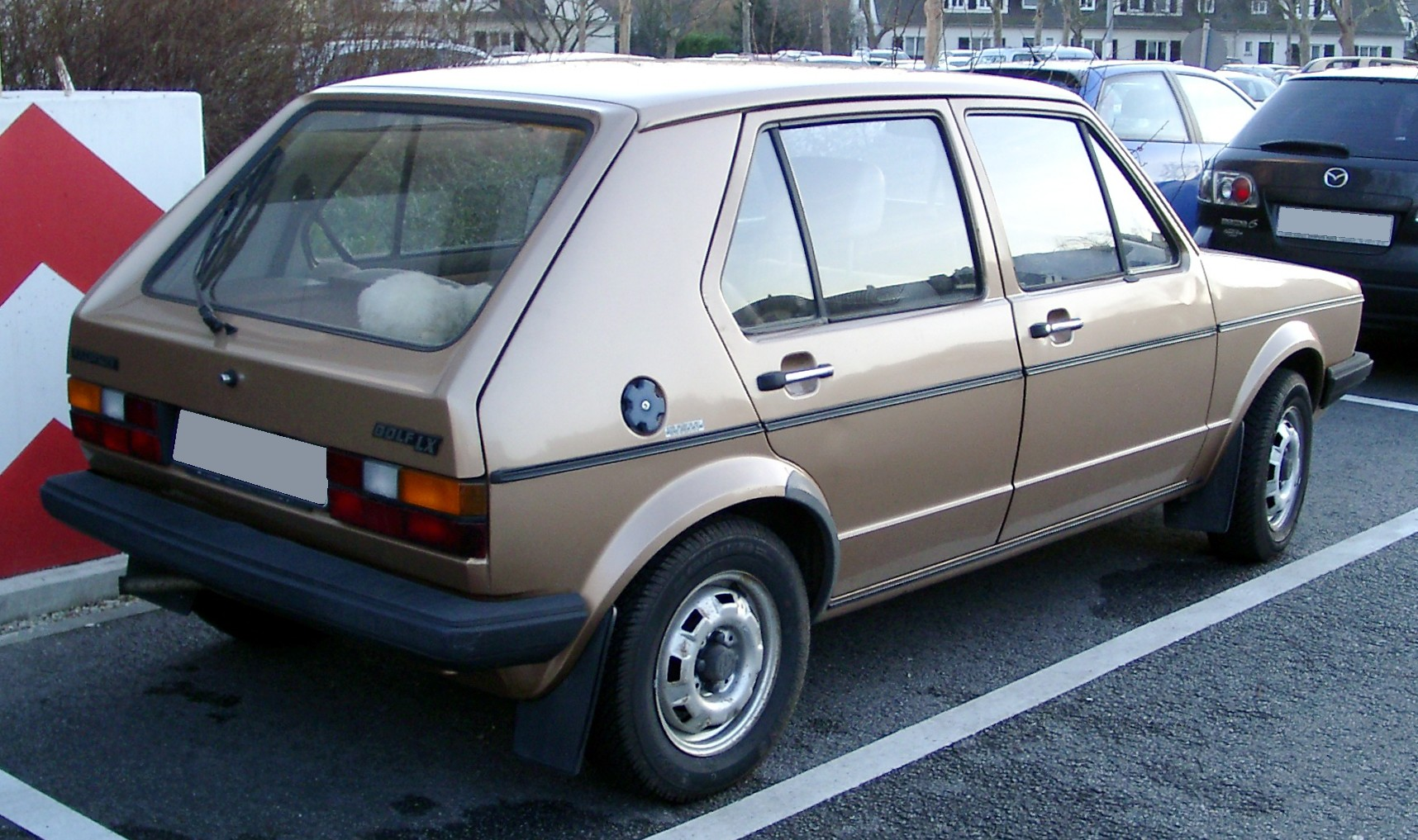
Volkswagen Golf I – tył wersji pięciodrzwiowej

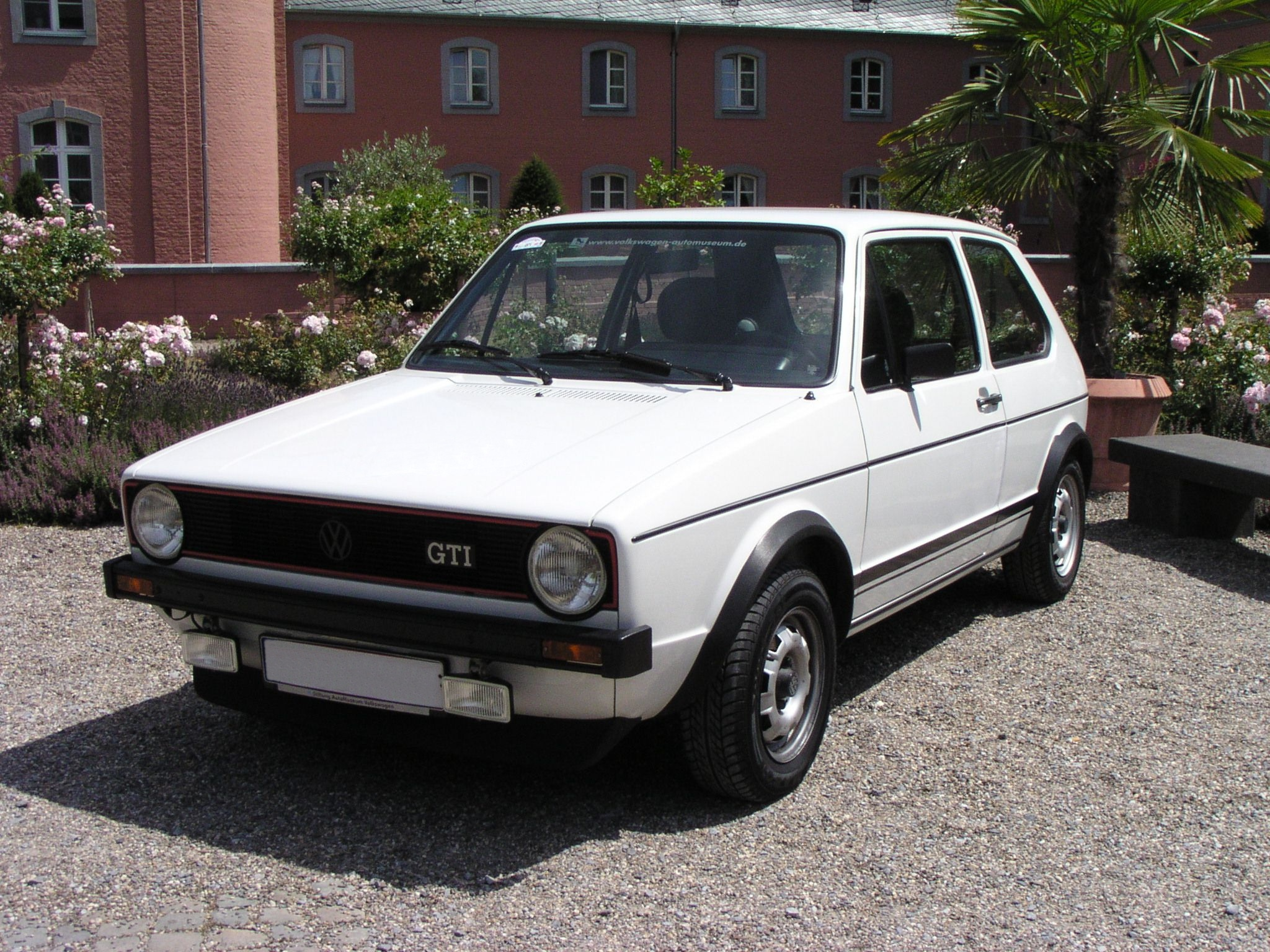
Volkswagen Golf I GTI

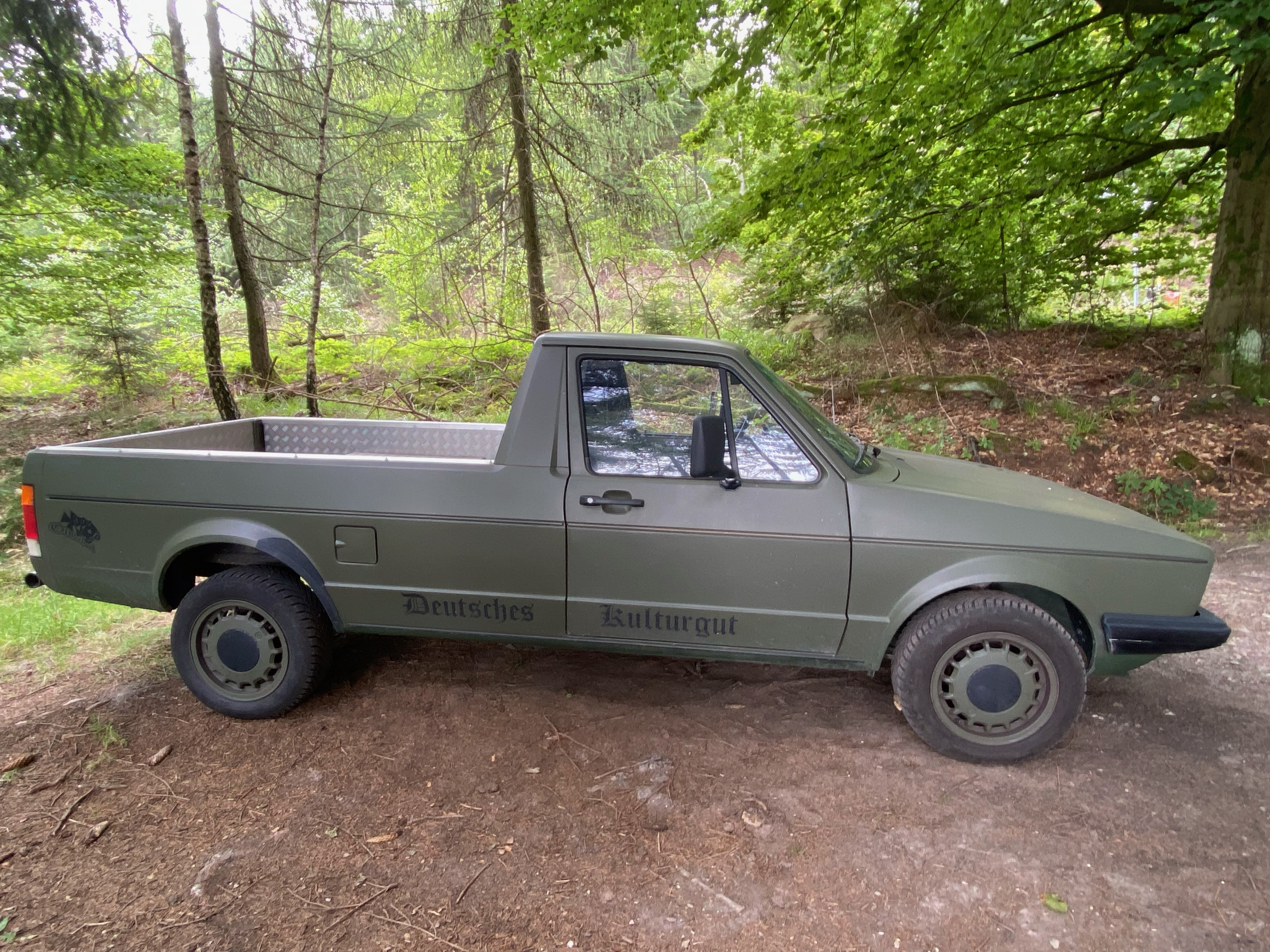
Volkswagen Golf I pickup

Volkswagen Golf I został zaprezentowany po raz pierwszy w 1974 roku.
Historia modelu Golf sięga końca lat 60., kiedy to zarząd Volkswagen AG podjął decyzję o budowie małego samochodu kompaktowego posiadającego przedni napęd oraz silnik umieszczony z przodu. Prace zaprojektowania pojazdu powierzono w 1967 roku studiu Ital Design pod przewodnictwem Giorgetto Giugiaro. Produkcję pojazdu rozpoczęto w marcu 1974 roku w fabryce w Wolfsburgu. Początkowo oferowany był jako 3 i 5-drzwiowy hatchback.
W 1975 roku zaprezentowana została wersja przeznaczona na rynek amerykański oferowana jako Volkswagen Rabbit. W stosunku do europejskiej wersji pojazdu, auto wyróżniało się prostokątnymi reflektorami przednimi oraz stylizacją nadwozia. W 1976 roku zaprezentowana została usportowiona wersja GTI, a także wprowadzono do gamy jednostek napędowych silnik wysokoprężny o pojemności 1.5 l. W październiku tego samego roku wyprodukowano milionowy egzemplarz pojazdu, a trzy lata później produkcja osiągnęła liczbę trzech milionów egzemplarzy.
W plebiscycie na Europejski Samochód Roku 1975 samochód zajął 2. pozycję (za Citroënem CX).
W 1979 roku do produkcji wprowadzono opracowaną we współpracy z Karmannem wersję kabriolet, której produkcję kontynuowano do września 1993 roku. W 1982 roku do gamy jednostek napędowych wprowadzono wersję GTD, czyli turbodoładowany silnik wysokoprężny o mocy 70 KM.
W 1980 roku auto przeszło modernizację, w ramach której zmodyfikowano wygląd przedniej, jak i tylnej części nadwozia.

### Wersje wyposażeniowe
- C
- CL
- GL
- GLS
- GLD
- L
- LS
- GLI
- LX
- GTD
- GTI
- GTI Pirelli
- GX
- S
- SC

### Silniki
| Silnik                | Pojemność skokowa [cm³] | Typ silnika       | Oznaczenie        | Liczba cylindrów/zaworów | Moc maksymalna [KM] przy obr./min | Maks. moment obrotowy [Nm] przy obr./min | Lata produkcji    |                   |                   |
| Silniki benzynowe     | Silniki benzynowe       | Silniki benzynowe | Silniki benzynowe | Silniki benzynowe        | Silniki benzynowe                 | Silniki benzynowe                        | Silniki benzynowe | Silniki benzynowe | Silniki benzynowe |
| --------------------- | ----------------------- | ----------------- | ----------------- | ------------------------ | --------------------------------- | ---------------------------------------- | ----------------- | ----------------- | ----------------- |
| 1.1                   | 1093                    | R4                | FA, GG            | 4/8                      | 50 (37)/b.d.                      | 80/b.d.                                  | 1974 – 1979       |                   |                   |
| 1.3                   | 1272                    | R4                | GF                | 4/8                      | 60 (44)/b.d.                      | 95/b.d.                                  | 1979 – 1984       |                   |                   |
| 1.5                   | 1457                    | R4                | JB                | 4/8                      | 70 (51)/b.d.                      | 110/b.d.                                 | 1977 – 1984       |                   |                   |
| 1.5                   | 1439                    | R4                | FH                | 4/8                      | 75 (51)/b.d.                      | 114/b.d.                                 | 1977 – 1983       |                   |                   |
| 1.5                   | 1471                    | R4                | FD                | 4/8                      | 85 (63)/b.d.                      | 119/b.d.                                 | 1974 – 1975       |                   |                   |
| 1.6                   | 1588                    | R4                | FV                | 4/8                      | 70 (51)/b.d.                      | 111/b.d.                                 | 1976 – 1978       |                   |                   |
| 1.6                   | 1588                    | R4                | FP                | 4/8                      | 75 (55)/b.d.                      | 119/b.d.                                 | 1975 – 1977       |                   |                   |
| 1.6                   | 1588                    | R4                | FR                | 4/8                      | 85 (63)/b.d.                      | 125/b.d.                                 | 1975 – 1984       |                   |                   |
| 1.6 GTI               | 1588                    | R4                | EG                | 4/8                      | 110 (81)/b.d.                     | 140/b.d.                                 | 1976 – 1982       |                   |                   |
| 1.8                   | 1781                    | R4                | EX                | 4/8                      | 90 (66)/b.d.                      | 145/b.d.                                 | 1983 – 1993       |                   |                   |
| 1.8                   | 1781                    | R4                | JH                | 4/8                      | 95 (70)/b.d.                      | 142/b.d.                                 | 1983 – 1993       |                   |                   |
| 1.8                   | 1781                    | R4                | 2H                | 4/8                      | 98 (72)/b.d.                      | 142/b.d.                                 | 1989 – 1993       |                   |                   |
| 1.8 GTI               | 1781                    | R4                | DX                | 4/8                      | 112 (82)/b.d.                     | 153/b.d.                                 | 1982 – 1992       |                   |                   |
| Silniki wysokoprężne: |                         |                   |                   |                          |                                   |                                          |                   |                   |                   |
| 1.5                   | 1471                    | R4                | CK                | 4/8                      | 50 (37)/b.d.                      | 82/b.d.                                  | 1976 – 1980       |                   |                   |
| 1.6                   | 1588                    | R4                | CR, JK            | 4/8                      | 54 (40)/b.d.                      | 100/b.d.                                 | 1980 – 1984       |                   |                   |
| 1.6                   | 1588                    | R4                | CY                | 4/8                      | 70 (51)/b.d.                      | 133/b.d.                                 | 1982 – 1984       |                   |                   |

### Volkswagen Citi Golf

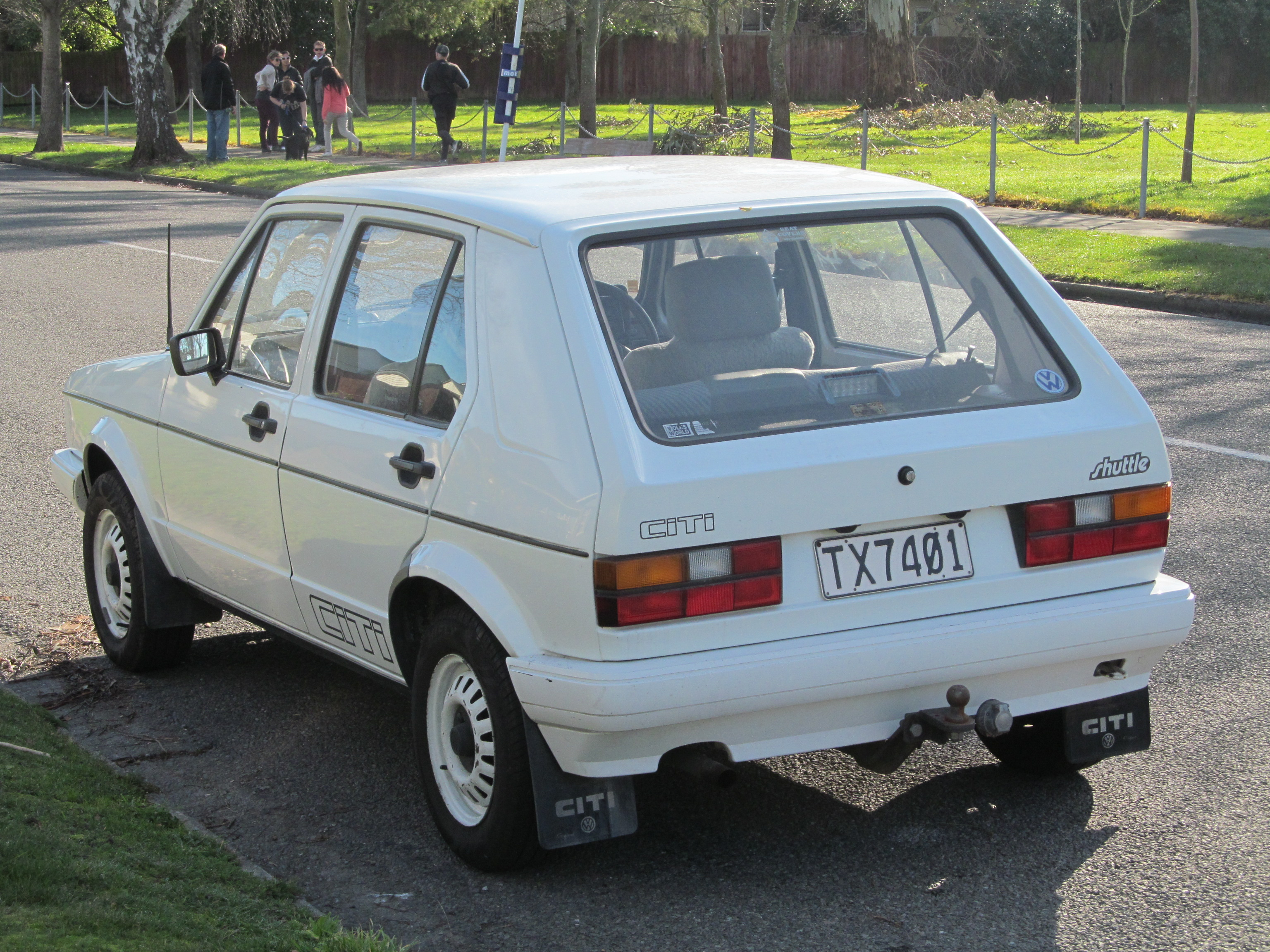
Volkswagen Citi Golf 1992 – tył

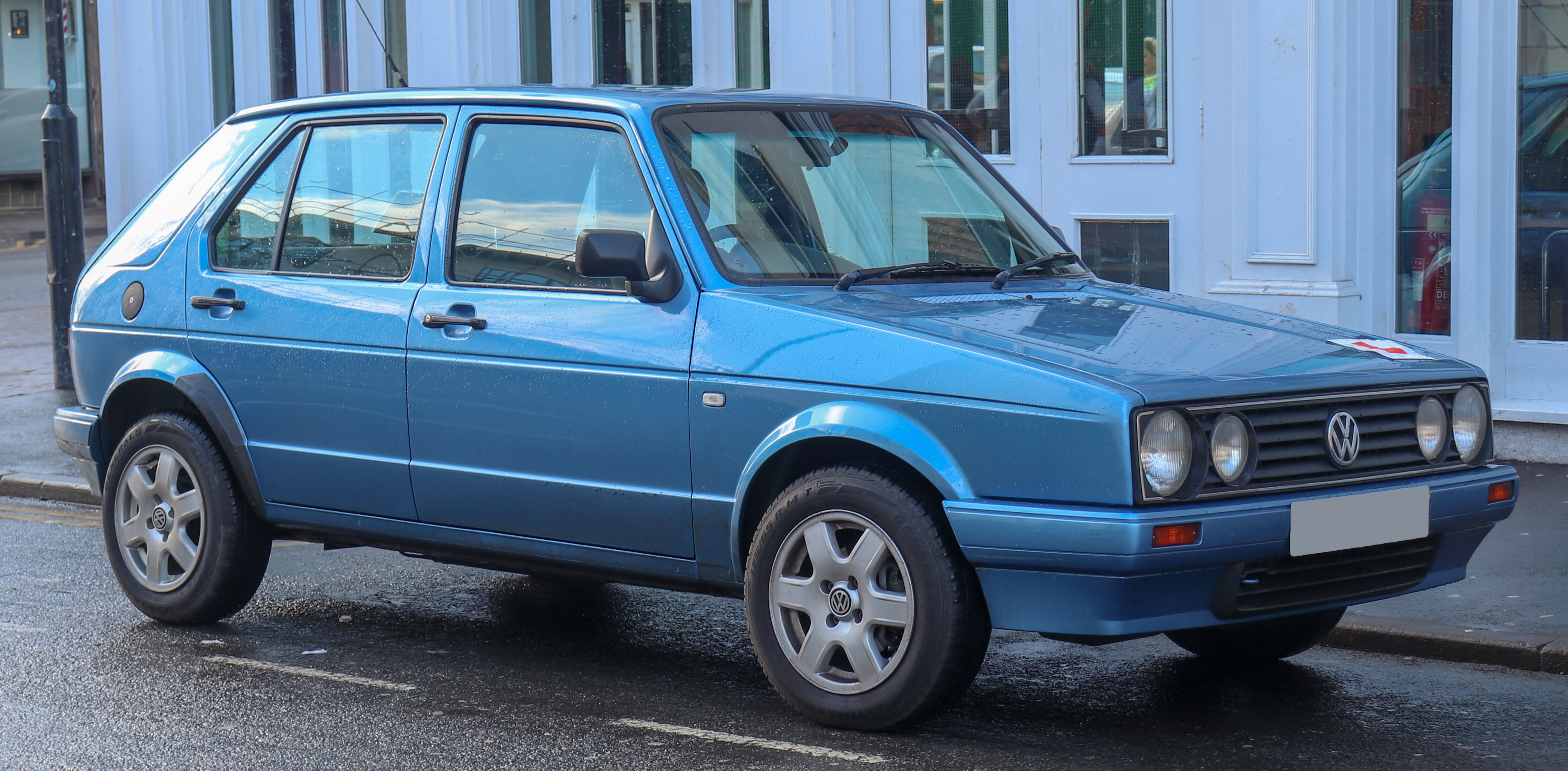
Volkswagen Citi Golf 2004

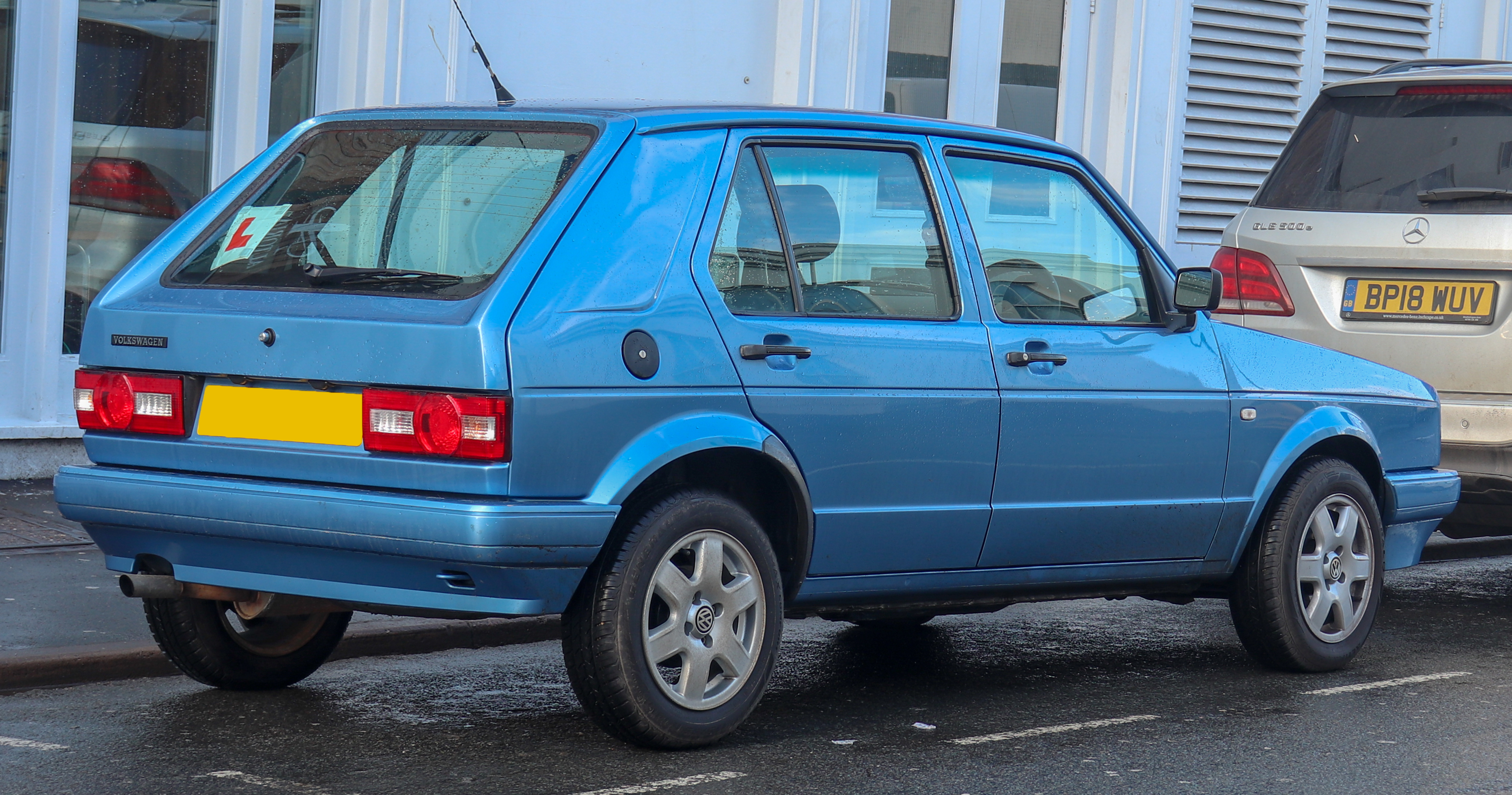
Volkswagen Citi Golf 2004 – tył

Volkswagen Citi Golf trafił do produkcji w Afryce Południowej w 1984 roku.
Republika Południowej Afryki to państwo, w którym dzieje pierwszej generacji Golfa trwały najdłużej i były najbardziej urozmaicone. Produkcja w zakładach Volkswagena w Uitenhage na południowym wschodzie kraju ruszyła chwilę w 1984 roku i trwała aż przez kolejne 6 generacji do 2009 roku. Z racji prezentacji drugiego wcielenia Golfa rok wcześniej, którego oferowano równolegle w RPA, samochód zyskał nazwę Volkswagen Citi Golf, a w kolejnych latach samochód przechodził kolejne modernizacje. Największą i ostatnią był lifting z 2004 roku, kiedy to samochód zyskał bogatsze wyposażenie, inne wypełnienie tylnych lamp i zupełnie nową deskę rozdzielczą pochodzącą z pierwszej generacji Škody Fabii.

## Druga generacja

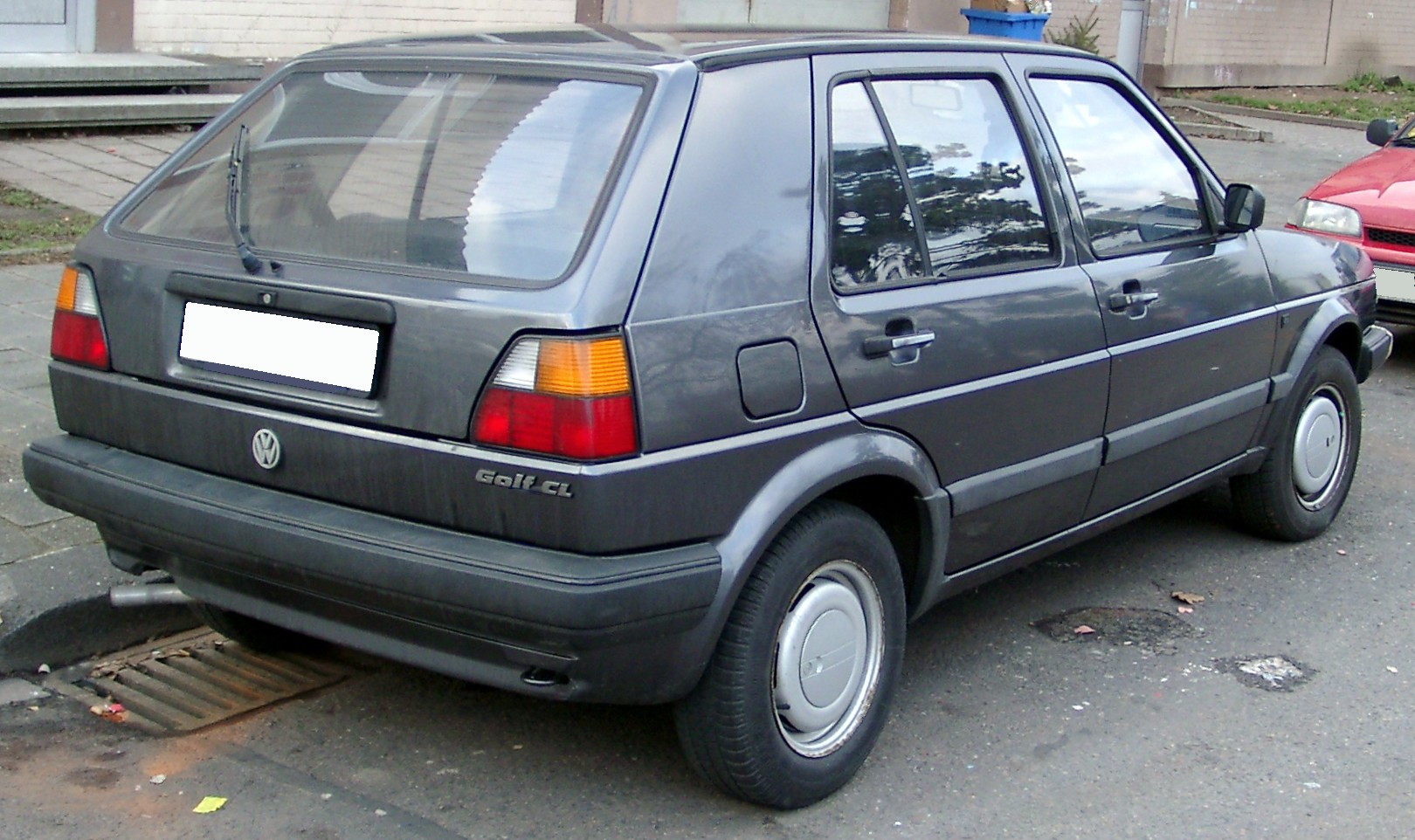
Volkswagen Golf II – tył poliftowej pięciodrzwiowej wersji CL

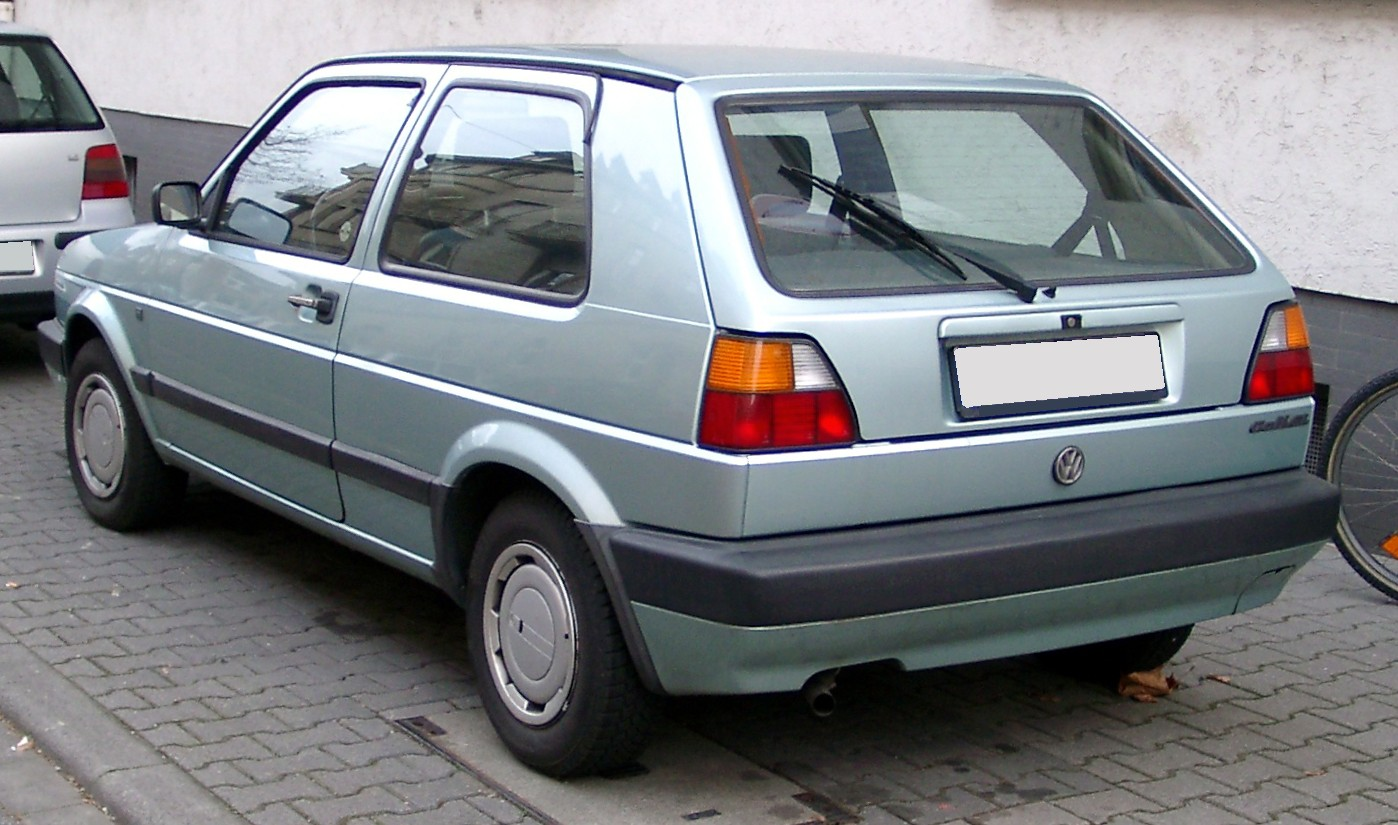
Volkswagen Golf II – tył poliftowej trzydrzwiowej wersji GL

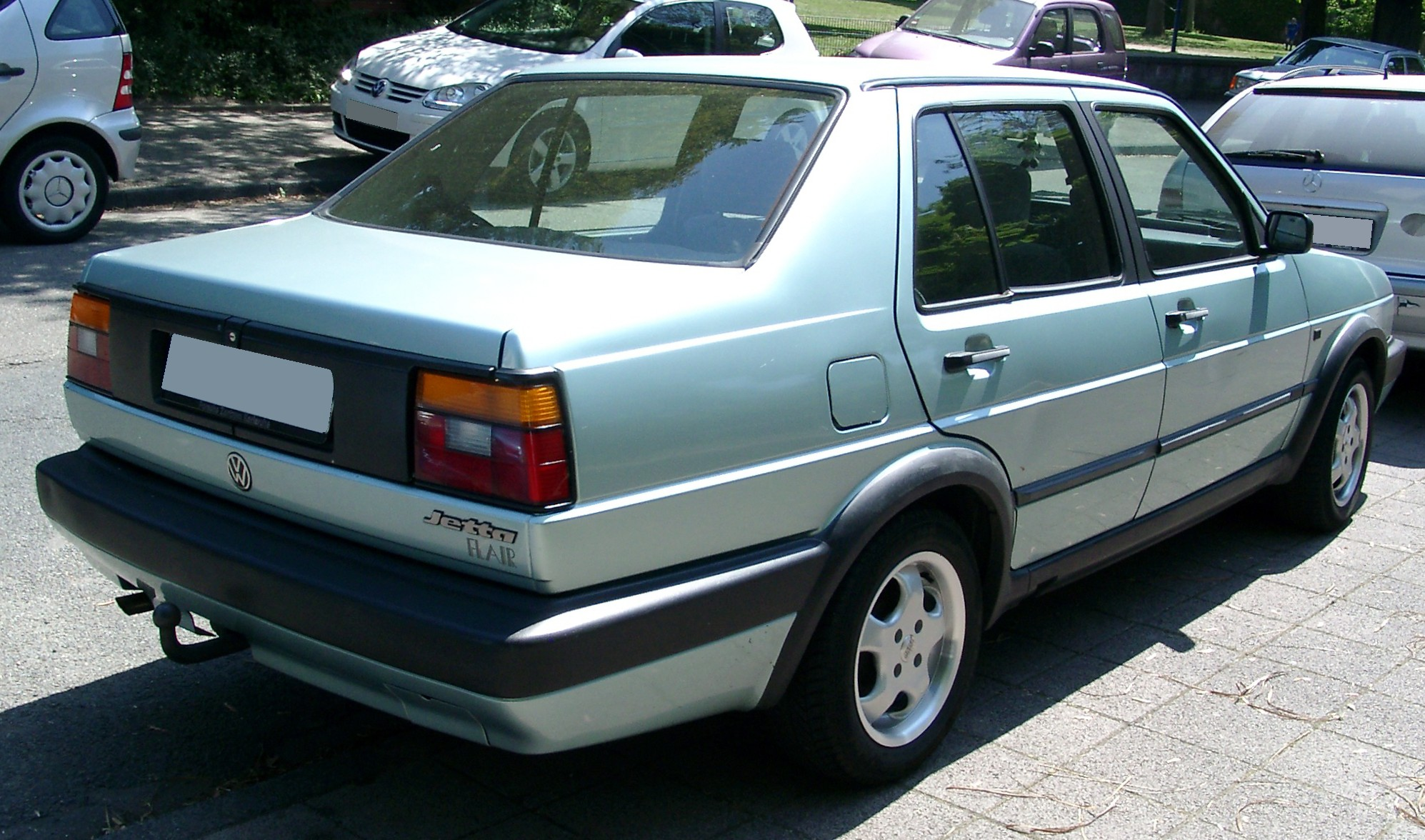
Volkswagen Jetta – tył poliftowej pięciodrzwiowej wersji Flair

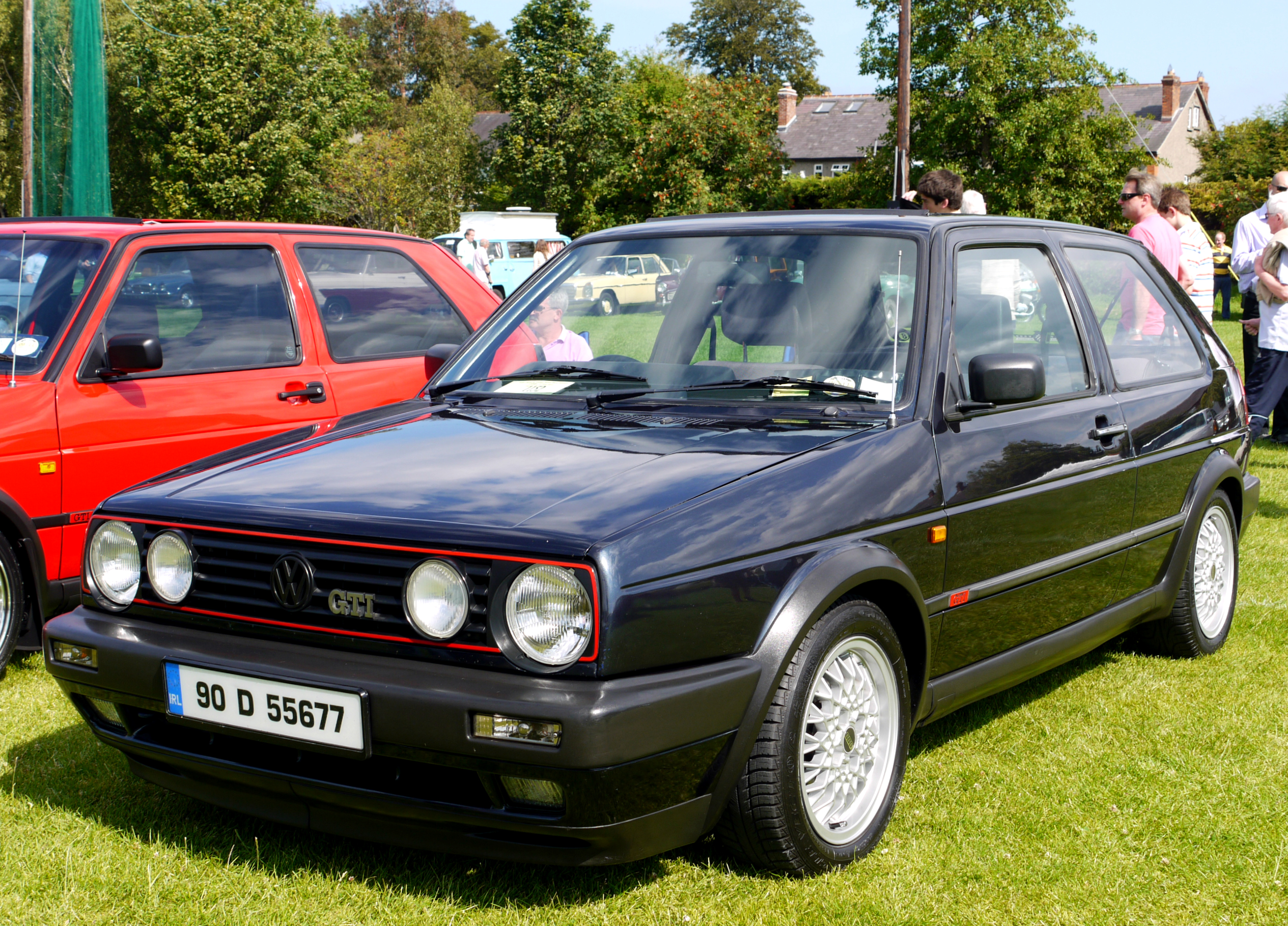
Volkswagen Golf II – przód poliftowej trzydrzwiowej wersji GTi

Volkswagen Golf II – (kod karoserii Typ 19E do roku 1989 oraz jako Typ 1G w późniejszych latach) został zaprezentowany po raz pierwszy we Wrześniu 1983 roku na Europejskich targach Frankfurt Motor Show.
Sprzedaż samochodu rozpoczęła się w Niemczech, niedługo po debiucie również na reszcie rynku prawostronnego. Debiut auta na rynku lewostronnym, dokładniej w Wielkiej Brytanii miał miejsce w Marcu 1984 roku, oraz w Stanach Zjednoczonych w roku 1985 gdzie Volkswagen pierwszy raz ukazał model pod nazwą Golf zajmując miejsce Rabbit-owi aż do piątej generacji zaprezentowanej w 2006 roku. W stosunku do pierwszej generacji pojazdu zwiększony został rozstaw osi oraz długość pojazdu. Sylwetkę pojazdu zaprojektował niemiecki projektant Herbert Schäfer nawiązując kształtami do zaprojektowanej przez Giorgetto Giugiaro pierwszej generacji modelu.
Auto oferowane było jako trzydrzwiowy lub pięciodrzwiowy hatchback. Dwudrzwiowy oraz czterodrzwiowy sedan sprzedawany był pod nazwą Volkswagen Jetta (A2). Oficjalnie Volkswagen nie posiadał w ofercie Golfa II w kabriolecie – przedłużał konstrukcję Golf I Karmann, jednak na rynku istniały firmy zewnętrzne zajmujące się przeróbką standardowego hatchbacka na kabriolet m.in. taka jak Bieber.

### Facelifting
W roku 1987 auto przeszło główny facelifting. Zmienione zostały m.in. dzielone przednie boczne szyby na jednoczęściowe, poszerzone listwy boczne oraz atrapa chłodnicy z mniejszą ilością żeber. W około połowie roku 1988 Golf otrzymał również nową instalację elektryczną „Central Electric II” która między innymi relokowała przycisk świateł awaryjnych z deski rozdzielczej na kolumnę kierowniczą. W sierpniu 1989 na rynku Europejskim auto otrzymało zmianę zderzaków w każdej bogatszej wersji wyposażeniowej wraz z GL, z „wąskich” na „szerokie”. W Stanach Zjednoczonych były one jedynie częścią pakietu „Wolfsburg Edition” do roku 1990, później były już standardową częścią wyposażenia samochodu. Warto również nadmienić iż z wejściem „szerokich” zderzaków opcjonalne przednie światła przeciwmgielne zostały przemieszczone z wewnętrznych reflektorów atrapy chłodnicy w dolną część „szerokich” zderzaków. Volkswagen pozostawił jednak atrapę z dodatkowymi lampami w swojej ofercie do końca produkcji pojazdu, miały one przemieszczoną funkcję światła drogowego z reflektora głównego na oddzielnej żarówce H4.

### Wersje
Od samego początku produkcji model posiadał w ofercie wersje takie jak C, CL oraz GL.
C – czyli najbiedniejsza wersja która znacząco różniła się od niewiele droższego CL. W podstawie nie posiadała ona lusterka zewnętrznego strony pasażera (opcjonalne, za dopłatą), plastikowych kieszeni w wewnętrznych obiciach przednich drzwi, gumowe obicie lewarka zmiany biegów wraz z małą obudową podłogową, brak konsoli środkowej – w jej miejsce plastikowa osłona obudowy nagrzewnicy, brak zewnętrznych listew bocznych, brak radioodbiornika z całą wiązką elektryczną – w jego miejsce plastikowa kieszeń, brak środkowych kratek nawiewu w desce rozdzielczej – w ich miejsce umieszczono popielniczkę z zapalniczką oraz zestaw wskaźników z pustą prawą tarczą bez liczydła przebiegu dziennego (opcjonalnie, za dopłatą zegarek analogowy, brak opcji obrotomierza). Jedyna wersja nie posiadająca trybu przerywanego mechanizmu wycieraczek przednich. Z powodu zbyt słabego popytu, wersję wycofano z oferty po czterech latach w 1987 roku wraz z wyjściem faceliftingu.
W 1985 roku zaprezentowana została wersja GTi 16v napędzana szesnastozaworowym silnikiem benzynowym 1.8 o mocy 139 KM. W lutym 1986 roku zaprezentowana została wersja z napędem na cztery koła nazwana Syncro opracowana we współpracy z firmą Steyr-Daimler-Puch.
Pod koniec lat '80 na rynek wprowadzono również dwie usportowione wersje: Rallye oraz G60 Limited, obie wyposażone w napęd Syncro oraz sprężarkę mechaniczną zwaną G-Ladder (kompresor). Ręcznie budowany w Hanowerze 1989 roku G60 Limited powstał na bazie pięcio-drzwiowego Golfa Syncro w jedynie 71 egzemplarzach stampowanych numerami od 000 do 070. Auto z numerem 000 zostało wykorzystane w celach testowych oraz medialnych. Limited wyposażony był w benzynowy, szesnastozaworowy silnik 1.8 o mocy 210 KM i 252 Nm oraz wyznaczał się czarnym, metalicznym lakierem o kodzie LP9V. Prędkość maksymalna wynosiła 230 km/h a przyspieszenie 0–100 km/h osiągał w 7,4 s.
W 1990 roku zaprezentowana została wersja Golf Country. Pojazd również zbudowany został na bazie Golfa Syncro. Zwiększony został prześwit nadwozia o 6 cm, a także dodane zostały plastikowe osłony reflektorów, zderzaków, błotników oraz miski olejowej, a koło zapasowe umieszczono na klapie tylnej. Wyposażony był jedynie w benzynowe ośmiozaworowe jednostki 1.8 o różnej konfiguracji. Z powodu zbyt słabego popytu, auto wycofano z oferty pod koniec 1991 roku po wyprodukowaniu 7735 egzemplarzy.
Produkcję Golfa II zakończono w lipcu 1992 roku. Przez prawie 10 lat produkcji zbudowano około 6,3 miliona egzemplarzy.
W plebiscycie na Europejski Samochód Roku 1984 model zajął 3 pozycję (za Fiatem Uno i Peugeotem 205), jednak rok później w 1985 Brytyjski magazyn What Car? nagrodził Golfa II samochodem roku.

### Silniki
| Silnik                | Pojemność skokowa [cm³] | Typ silnika        | Kod silnika (rodzina) | Liczba cylindrów /zaworów | Moc maksymalna [KM] przy obr./min | Maks. moment obrotowy [Nm] przy obr./min | Prędkość maksymalna [km/h]/ typ skrzyni biegów | Lata produkcji     | Typ zasilania                       |
| Silniki benzynowe:    | Silniki benzynowe:      | Silniki benzynowe: | Silniki benzynowe:    | Silniki benzynowe:        | Silniki benzynowe:                | Silniki benzynowe:                       | Silniki benzynowe:                             | Silniki benzynowe: | Silniki benzynowe:                  |
| --------------------- | ----------------------- | ------------------ | --------------------- | ------------------------- | --------------------------------- | ---------------------------------------- | ---------------------------------------------- | ------------------ | ----------------------------------- |
| 1.3                   | 1272                    | R4                 | b.d. (EA111)          | 4/8                       | 50 (37)/5200                      | 94/3300                                  | 144 4-Gang                                     | b.d.               | Gaźnik jednogardzielowy             |
| 1.3                   | 1272                    | R4                 | HK, MH (EA111)        | 4/8                       | 55 (40)/5400                      | 96/3300                                  | 151 4-Gang                                     | 1983 – 1987        | Gaźnik dwugardzielowy               |
| 1.3 kat.              | 1272                    | R4                 | NZ, 2G (EA111)        | 4/8                       | 55 (40)/5200                      | 96/3400                                  | 151 4-Gang                                     | 1987 – 1992        | Wtrysk wielopunktowy                |
| 1.6                   | 1595                    | R4                 | EZ (EA827)            | 4/8                       | 75 (55)/5000                      | 125/2500                                 | 167/162 MT4/AT                                 | 1983 – 1991        | Gaźnik dwugardzielowy               |
| 1.6                   | 1595                    | R4                 | RF (EA827)            | 4/8                       | 72 (53)/5000                      | 120/2700                                 | b.d.                                           | 1986 – 1991        | Gaźnik dwugardzielowy               |
| 1.6 kat.              | 1595                    | R4                 | PN (EA827)            | 4/8                       | 70 (51)/5200                      | 118/2700                                 | 162/157 MT4/AT                                 | 1985 – 1992        | Elektroniczny gaźnik dwugardzielowy |
| 1.8                   | 1781                    | R4                 | GU (EA827)            | 4/8                       | 90 (66)/5200                      | 145/3300                                 | 178/173 MT4/AT                                 | 1983 – 1987        | Gaźnik dwugardzielowy               |
| 1.8 kat.              | 1781                    | R4                 | RP (EA827)            | 4/8                       | 90 (66)/5250                      | 142/3000                                 | 175/170 MT4/AT                                 | 1987 – 1992        | Wtrysk jednopunktowy Mono-Motronic  |
| 1.8 Syncro            | 1781                    | R4                 | GX (EA827)            | 4/8                       | 90 (66)/5250                      | 145/3300                                 | 178 5-Gang                                     | 1984 – 1988        | Wtrysk mechaniczny K-Jetronic       |
| 1.8 GTi 8v            | 1781                    | R4                 | EV (EA827)            | 4/8                       | 112 (82)/5500                     | 155/3100                                 | 191 5-Gang                                     | 1984 – 1987        | Wtrysk mechaniczny K-Jetronic       |
| 1.8 GTi 8v            | 1781                    | R4                 | PB (EA827)            | 4/8                       | 112 (82)/5500                     | 159/4000                                 | 191 5-Gang                                     | 1987 – 1992        | Wtrysk mechaniczny K-Jetronic       |
| 1.8 GTi 8v kat.       | 1781                    | R4                 | RD (EA827)            | 4/8                       | 107 (78)/b.d.                     | 154/3250                                 | 186 5-Gang                                     | 1985 – 1988        | Wtrysk wielopunktowy                |
| 1.8 GTi 8v kat.       | 1781                    | R4                 | RG (EA827)            | 4/8                       | 107 (78)/b.d.                     | 154/3500                                 | 186 5-Gang                                     | 1986 – 1987        | Wtrysk wielopunktowy                |
| 1.8 GTi 8v kat.       | 1781                    | R4                 | PF (EA827)            | 4/8                       | 107 (78)/b.d.                     | 157/3800                                 | 186 5-Gang                                     | 1987 – 1991        | Wtrysk wielopunktowy                |
| 1.8 GTi 16v           | 1781                    | R4                 | KR (EA827)            | 4/16                      | 139 (102)/6100                    | 159/4000                                 | 208 5-Gang                                     | 1986 – 1992        | Wtrysk wielopunktowy                |
| 1.8 GTi 16v kat.      | 1781                    | R4                 | PL (EA827)            | 4/16                      | 129 (95)/5800                     | 168/4250                                 | 200 5-Gang                                     | 1986 – 1992        | Wtrysk wielopunktowy                |
| 1.8 G60               | 1781                    | R4                 | PG (G60)              | 4/8                       | 160 (118)/5800                    | 225/3800                                 | 216 5-Gang                                     | 1988 – 1991        | Wtrysk wielopunktowy                |
| 1.8 G60 Rallye Syncro | 1763                    | R4                 | 1H (G60)              | 4/8                       | 160 (118)/5800                    | 225/3800                                 | 210 5-Gang                                     | 1989 – 1989        | Wtrysk wielopunktowy                |
| 1.8 G60 Limited       | 1781                    | R4                 | 3G (G60)              | 4/16                      | 210 (154)/6500                    | 252/5000                                 | b.d.                                           | 1989 – 1989        | Wtrysk wielopunktowy                |
| Silniki wysokoprężne: |                         |                    |                       |                           |                                   |                                          |                                                |                    |                                     |
| 1.6 Diesel            | 1588                    | R4                 | b.d. (EA827)          | 4/8                       | 50 (37)/4800                      | 95/2300                                  | 144/139 MT4/AT                                 | b.d.               | Mechaniczna pompa wtryskowa         |
| 1.6 Diesel            | 1588                    | R4                 | JP (EA827)            | 4/8                       | 54 (40)/4800                      | 100/2300                                 | 148/143 MT4/AT                                 | 1983 – 1991        | Mechaniczna pompa wtryskowa         |
| 1.6 Turbo Diesel      | 1588                    | R4                 | JR, MF (EA827)        | 4/8                       | 70 (51)/4500                      | 133/2600                                 | 160 5-Gang                                     | 1983 – 1991        | Mechaniczna pompa wtryskowa         |
| 1.6 Turbo Diesel kat. | 1588                    | R4                 | 1V (EA827)            | 4/8                       | 60 (44)/4500                      | 110/2400                                 | 151 5-Gang                                     | 1989-1992          | Mechaniczna pompa wtryskowa         |
| 1.6 Turbo Diesel GTD  |                         |                    | SB (EA827)            |                           | 80 (60)/4500                      | 155/2300                                 | 188 5-Gang                                     | 1989 – 1991        |                                     |

### Wersje wyposażeniowe
- C - wycofano z oferty w wersji poliftowej
- CL
- GL
- GLi
- Carat
- GLX
- GT
- GTi 8v
- GTi 16v
- GTi G60
- GTD
- Rallye
- Country
- Country Chrome Edition - powstało 558 egzemplarzy[11]
- Country Wolfsburg Edition – powstało 50 egzemplarzy[6]
- Limited
- Special
- Fire & Ice
- Edition Blue
- Edition One
- Function
- Memphis
- Madison
- Boston
- Manhattan
- Pasadena
- Moda
- Cup
- 10 Milionen
- Bistro
- Flair
- Sky
- Colorado
- Fun
- Hit
- Tour

## Trzecia generacja
Volkswagen Golf III został zaprezentowany po raz pierwszy w sierpniu 1991 roku. W stosunku do poprzedniej generacji modelu, auto nabrało nowocześniejszego kształtu oraz otrzymało bogatszą paletę jednostek napędowych i lepsze wyposażenie.
W 1992 roku ofertę jednostek benzynowych uzupełniono o sześciocylindrowy silnik VR6 o pojemności 2.8 l i mocy 174 KM. W tym samym roku wprowadzona została wersja sedan pojazdu oferowana w Europie pod nazwą Vento, a w Stanach Zjednoczonych jako Jetta. W 1993 roku do palety jednostek napędowych wprowadzony został jeden z pierwszych motorów wysokoprężnych z rodziny TDI, a także wprowadzona została do produkcji wersja kombi oraz kabriolet. W 1994 roku zwiększono pojemność skokową silnika VR6 do 2.9 litra oraz moc maksymalną do 190 KM.
W 1998 roku wersja cabrio przeszła lifting upodabniający model do Golfa IV. Produkcję pojazdu zakończono w 2003 roku.
W plebiscycie na Europejski Samochód Roku 1992 model zajął 1. pozycję (wyprzedzając m.in. Opla Astrę F i Citroëna ZX).

### Dane techniczne
Zawieszenie przednie zostało zaprojektowane jako niezależne, typu MacPherson. W jego skład wchodzą trójkątne wahacze poprzeczne, drążek stabilizatora, sprężyny śrubowe i teleskopowe amortyzatory hydrauliczne dwustronnego działania. Zawieszenie tylne jest z kolei półniezależne, ma pojedyncze wahacze wleczone, sprężyny śrubowe współosiowe z amortyzatorami hydraulicznymi teleskopowymi dwustronnego działania. Układ kierowniczy wygląda następująco.
Przekładnia kierownicza jest zębatkowa z uzębieniem śrubowym. W zależności od modelu, jako wyposażenie dodatkowe lub seryjnie, układ kierowniczy może być wspomagany hydraulicznie. W wersjach ze wspomaganiem pompa napędzana jest paskiem klinowym od wału korbowego silnika.
Bezpieczeństwo kierowcy i pasażerom zapewniają pirotechniczne napinacze pasów, opcjonalny system ABS, strefy zgniotu, a także belki wzmacniające w drzwiach. W 1992 roku pojawiły się opcjonalne poduszki powietrzne, w późniejszym czasie dołączyły także poduszki boczne. W najmocniejszych wersjach montowano także system elektronicznej blokady mechanizmu różnicowego EDS.
Hamulce przednie są tarczowe z zaciskiem pływającym i mają tarcze pełne (m.in. samochody z silnikami ABD, AAM oraz ABS w wersjach CL oraz GL) lub tarcze wentylowane (samochody z silnikiem ABS w wersji GT lub samochody z silnikiem 2E). Hamulce tylne są bębnowe z samoczynną regulacją luzu lub tarczowe.
Układ hydrauliki w samochodach instalowano dwuobwodowy system hamulca hydraulicznego. Obwód hydrauliczny stanowi koło przednie i koło tylne położone względem niego po przekątnej. Obwody hydrauliczne przednich kół są zasilane bezpośrednio przez pompę hamulcową, tylne za pośrednictwem korektora siły hamowania. W niektórych wersjach tego modelu zastosowano układ zapobiegający blokowaniu kół podczas hamowania. Posiada on podciśnieniowe urządzenie wspomagające, dwuobwodową pompę hamulcową, zespół hydrauliczny, czujniki prędkości czterech kół samochodu oraz elektroniczne urządzenie sterujące.

### Silniki
| Silnik                | Pojemność skokowa [cm³] | Typ silnika        | Kod silnika        | Liczba cylindrów /zaworów | Moc maksymalna [KM] przy obr./min | Maks. moment obrotowy [Nm] przy obr./min | Prędkość maksymalna [km/h] | Przyśpieszenie 0–100 km/h [s] | Lata produkcji     |
| Silniki benzynowe:    | Silniki benzynowe:      | Silniki benzynowe: | Silniki benzynowe: | Silniki benzynowe:        | Silniki benzynowe:                | Silniki benzynowe:                       | Silniki benzynowe:         | Silniki benzynowe:            | Silniki benzynowe: |
| --------------------- | ----------------------- | ------------------ | ------------------ | ------------------------- | --------------------------------- | ---------------------------------------- | -------------------------- | ----------------------------- | ------------------ |
| 1.4                   | 1391                    | R4                 | ABD                | 4/8                       | 55 (40)/5000                      | 107/2800-3200                            | 157                        | 16,3                          | 1991 – 1995        |
| 1.4                   | 1390                    | R4                 | AEX, APQ           | 4/8                       | 60 (44)/4700                      | 116/2800-3200                            | 158                        | 15,9                          | 1995 – 1997        |
| 1.6                   | 1598                    | R4                 | ABU                | 4/8                       | 75 (55)/5200                      | 125/3400                                 | 168                        | b.d.                          | 1991 – 1994        |
| 1.6                   | 1598                    | R4                 | AEA                | 4/8                       | 75 (55)/5200                      | 126/2600                                 | 168                        | b.d.                          | 1994 – 1995        |
| 1.6                   | 1598                    | R4                 | AEE                | 4/8                       | 75 (55)/4800                      | 135/2800-3600                            | 168                        | 13,4                          | 1995 – 1997        |
| 1.6                   | 1595                    | R4                 | AEK                | 4/8                       | 101 (74)/5800                     | 135/4400                                 | 188                        | b.d.                          | 1994 – 1995        |
| 1.6                   | 1595                    | R4                 | AFT, AKS           | 4/8                       | 101 (74)/5800                     | 140/3500                                 | 188                        | 11,2                          | 1995 – 1997        |
| 1.8                   | 1781                    | R4                 | AAM, ANN           | 4/8                       | 75 (55)/5000                      | 140/2500                                 | 168                        | 14,2                          | 1991 – 1997        |
| 1.8                   | 1781                    | R4                 | ABS, ADZ, ANP, ADD | 4/8                       | 90 (66)/5500                      | 145/2500                                 | 178                        | 12,1                          | 1991 – 1997        |
| 2.0                   | 1984                    | R4                 | 2E, ABA, ADY, AGG  | 4/8                       | 115 (85)/5400                     | 166/3200                                 | 210                        | 9,7                           | 1991 – 1997        |
| 2.0 16V               | 1984                    | R4                 | ABF                | 4/16                      | 150 (110)/6000                    | 180/4600                                 | 215                        | 8,7                           | 1993 – 1997        |
| 2.8 VR6               | 2792                    | VR6                | AAA                | 6/12                      | 174 (128)/5800                    | 235/4200                                 | 224                        | 7,6                           | 1991 – 1998        |
| 2.9 VR6               | 2861                    | VR6                | ABV                | 6/12                      | 190 (140)/5800                    | 245/4200                                 | 235                        | 7,4                           | 1994 – 1997        |
| Silniki wysokoprężne: |                         |                    |                    |                           |                                   |                                          |                            |                               |                    |
| 1.9 D                 | 1896                    | R4                 | 1Y                 | 4/8                       | 64 (47)/4400                      | 124/2000-3000                            | 156                        | 17,6                          | 1991 – 1997        |
| 1.9 SDI               | 1896                    | R4                 | AEY                | 4/8                       | 64 (47)/4200                      | 125/2200-2800                            | 156                        | 17,6                          | 1995 – 1997        |
| 1.9 TD                | 1896                    | R4                 | AAZ                | 4/8                       | 75 (55)/4200                      | 150/2400-3400                            | 165                        | 15,1                          | 1991 – 1997        |
| 1.9 TDI               | 1896                    | R4                 | 1Z                 | 4/8                       | 90 (66)/4000                      | 202/1900                                 | 178                        | 12,8                          | 1993 – 1996        |
| 1.9 TDI               | 1896                    | R4                 | AHU                | 4/8                       | 90 (66)/4000                      | 210/1900                                 | 178                        | 12,5                          | 1996 – 1997        |
| 1.9 TDI               | 1896                    | R4                 | AFN                | 4/8                       | 110 (82)/4150                     | 235/1900                                 | 193                        | 11,0                          | 1996 – 1998        |

### Wersje wyposażeniowe
- 20th Anniversary Limited Edition - 1996
- Aeropack - 1993
- American Football - 1996
- Arezzo – 1996
- Atlanta
- Atlanta Sport – 1997
- Aufsteiger – 1995
- Auto Motor Sport Edition – 1996 (powstało tylko 50 egzemplarzy)
- Avenue – 1994-1996
- Bayern 1 – 1996
- Bon Jovi – 1996 – 1997
- Boston – 1994
- Celebration Edition – 1995
- City – 1995
- City – 1996-1997
- City Stromer – 1995
- CL – 1991-1997
- Classic Edition – 1996-1997
- College
- Colour Concept – 1995-1997
- Comfortline – 1996-1997
- Competition – 1997
- Depeche Mode
- Dispo – 1995-1997
- Dream
- Driver – 1994-1996
- Driver´s Edition – 1997-1998
- Ecomatic – 1993
- Edition – 1994
- Edition 16V – 1994
- Energie
- Europe – 1992-1996
- Extra – 1995
- Family – 1997
- GL – 1991-1998
- GL MI – 1995-1998
- GLI – 1995
- GLI Exclusiveline – 1997
- GLX – 1995
- GLX MI – 1995-1998
- GT / Special – 1991-1997
- GTD / Special – 1991-1997
- GTI – 1992-1997
- GTI 20 Jahre – 1996-1997
- GTI 16 V Edition – 1996
- GTI Edition – 1995
- GTi praedo – 1992-1994[15]
- GTI TDI 20 Jahre – 1996
- GTI VR6 – 1995-1997
- GTS – 1994
- Harlequin – 1996
- Henri Leconte – 1993
- Highline – 1994-1997
- Jacobs Edition – 1996
- Jazz – 1997
- Joker – 1996-1998 (1999 variant)
- Jubiläum – 1997
- Junior – 1997
- K2 – 1997-1998
- Las Vegas
- Match – 1995-1997
- MI – 1999
- Miami – 1995
- Milestone – 1997 (włącznie wersja cabrio)
- Milestone Sport – 1997
- Movie – 1996
- New Orleans – 1993-1995
- Otmar Alt – 1997 (powstało 500 sztuk z silnikiem benzynowym 1,6 101 KM i 500 z silnikiem Diesla 1,9tdi – łącznie 1000)
- Pasadena – 1993
- Pink Floyd – 1994
- Plus – 1997
- Rabbit – 1994-1997
- Rabbit Cool – 1997
- Rabbit Power TDI – 1997
- Rabbit Safety – 1997
- Rolling Stones – 1995 (włącznie wersja cabrio)
- Ryder – 1994
- S – 1993-1994
- S-Plus – 1992-1995
- Savoy – 1993
- SE – 1997
- Snow & Ice – 1996
- Sport Edition – 1994-1995 i 1997 (cabrio)
- Spring – 1996 (wersja na rynek Polski)
- Super G – 1992-1995
- Swiss Line – 1997
- Swiss Topline – 1997
- TDI Edition – 1997 (powstało tylko 1500 egzemplarzy)
- Trek – 1997
- Trendline – 1996-1997
- US-Version
- VR6
- VR6 Edition – 1995
- Wilder Süden – 1996
- Wolfsburg Edition – 1998-1999
- Yachting Henri Lloyd – 1996 (tylko wersja variant)
- Young Family – 1995 (tylko wersja variant)

### Volkswagen Golf III A59
W latach 1992–1994 Volkswagen zajmował się projektem rajdowej wersji Golfa III. Do dziś dotrwały dwa egzemplarze, jeden jest w rękach prywatnych, a drugi stanowi eksponat muzeum VW w Wolfsburgu. Trzeci najprawdopodobniej został rozbity podczas testów. A59 cechowały znacznie lepsze osiągi, nawet w porównaniu do wersji VR6. Został on poszerzony i zmniejszony został prześwit. Dodano duży spoiler na dachu oraz zmieniono zderzaki. Wizualnie A59 znacznie odbiegał od seryjnej wersji. Zastosowano 6-biegową skrzynię i napęd na cztery koła.
Silnik A59 jest najbardziej wysiloną jednostką jaka została zamontowana w trzeciej generacji Golfa. Z 2 litrowego silnika 16V uzyskano 275 KM przy 6000 obr./min. Moment obrotowy to 367 Nm przy 3500 obr./min. Wyposażony był w turbosprężarkę oraz wielopunktowy wtrysk paliwa. Projekt zarzucono w 1994 roku.

## Czwarta generacja
Volkswagen Golf IV został zaprezentowany po raz pierwszy w 1997 roku podczas targów motoryzacyjnych we Frankfurcie. Opracowanie projektu nadwozia pojazdu powierzone zostało byłemu designerowi Audi – Hartmutowi Warkussowi. W stosunku do trzeciej generacji modelu, auto otrzymało w pełni ocynkowane nadwozie z 12-letnią gwarancją na perforację. Po rozpoczęciu produkcji modelu, Volkswagen rozpoczął serię zmian w innych modelach bazujących na Golfie. Wersja cabrio trzeciej generacji poddana została liftingowi, który upodobnił ją do IV generacji modelu, natomiast wersja sedan Golfa IV przemianowana została z symbolu Vento na Bora (na rynku amerykańskim pozostała nazwa Jetta).
W maju 1999 roku zaprezentowano wersję kombi pojazdu. W tym samym roku z okazji 25-lecia produkcji Golfa wprowadzona została wersja limitowana – Generation. W czerwcu tego samego roku z taśm montażowych zjechał dziewiętnastomilionowy egzemplarz.
W plebiscycie na Europejski Samochód Roku 1998 model zajął 2. pozycję (za Alfą Romeo 156).

### Volkswagen City Golf
Pomimo prezentacji piątej generacji w 2003 roku, produkcja Golfa IV była kontynuowana w Brazylii jako City Golf aż do 2014 roku. Samochód przeszedł w międzyczasie, w 2006 roku, dużą modernizację, w ramach której pojawił się nowy wygląd pasa przedniego i tylnego. Pojazd pod tą postacią oferowano w Ameryce Południowej i Kanadzie.

### Wersje wyposażeniowe
- Basis
- Trendline
- Comfortline
- Highline
- Exclusive (w GTI)
- GTI 25th Anniversary Edition (2002)
- GTI 20th Anniversary Edition (2003)
- R32
- Generation (1999)
- Pacyfic
- Color Concept (2003)

### Silniki
| Silnik                | Pojemność skokowa [cm³] | Typ silnika        | Kod silnika                 | Liczba cylindrów /zaworów | Moc maksymalna [KM/kW] przy obr./min | Maks. moment obrotowy [Nm] przy obr./min | Lata produkcji     |                    |                    |
| Silniki benzynowe:    | Silniki benzynowe:      | Silniki benzynowe: | Silniki benzynowe:          | Silniki benzynowe:        | Silniki benzynowe:                   | Silniki benzynowe:                       | Silniki benzynowe: | Silniki benzynowe: | Silniki benzynowe: |
| --------------------- | ----------------------- | ------------------ | --------------------------- | ------------------------- | ------------------------------------ | ---------------------------------------- | ------------------ | ------------------ | ------------------ |
| 1.4 16V               | 1390                    | R4                 | AHW, AXP, BCA AKQ, APE, AUA | 4/16                      | 75 (55)/5500                         | 128/3300                                 | 1997 – 2004        |                    |                    |
| 1.6                   | 1595                    | R4                 | AEH, AKL, APF               | 4/8                       | 101 (74)/5600                        | 145/3800                                 | 1997 – 2000        |                    |                    |
| 1.6                   | 1595                    | R4                 | AVU, BFQ                    | 4/8                       | 102 (75)/5600                        | 148/3800                                 | 2000 – 2006        |                    |                    |
| 1.6 16V               | 1598                    | R4                 | AUS, AZD ATN, BCB           | 4/16                      | 105 (77)/5700                        | 148/4500                                 | 2000 – 2006        |                    |                    |
| 1.6 FSI               | 1598                    | R4                 | BAD                         | 4/16                      | 117 (86)/5800                        | 155/4400                                 | 2001 – 2006        |                    |                    |
| 1.8 20V               | 1781                    | R4                 | AGN                         | 4/20                      | 125 (92)/5900                        | 170/3500                                 | 1997 – 2003        |                    |                    |
| 1.8 20VTurbo GTI      | 1781                    | R4                 | AGU, AQA                    | 4/20                      | 150 (110)/5700                       | 210/3750-4600                            | 1998 – 1999        |                    |                    |
| 1.8 20VTurbo GTI      | 1781                    | R4                 | ARZ, AUM                    | 4/20                      | 150 (110)/5700                       | 210/1750-4600                            | 2000 – 2006        |                    |                    |
| 1.8 20VTurbo GTI      | 1781                    | R4                 | AUQ                         | 4/20                      | 180 (132)/5500                       | 235/1950-5000                            | 2001 – 2006        |                    |                    |
| 2.0                   | 1984                    | R4                 | AEG, APK, AQY               | 4/8                       | 116 (85)/5200                        | 170/2400                                 | 1999 – 2001        |                    |                    |
| 2.0                   | 1984                    | R4                 | AZJ, AZH                    | 4/8                       | 116 (85)/5400                        | 172/3200                                 | 2001 – 2006        |                    |                    |
| 2.3 VR5 GTI           | 2324                    | VR5                | AGZ                         | 5/10                      | 150 (110)/6000                       | 205/3200                                 | 1997 – 2000        |                    |                    |
| 2.3 20V VR5 GTI       | 2324                    | VR5                | AQN                         | 5/20                      | 170 (125)/6200                       | 220/3300                                 | 2000 – 2003        |                    |                    |
| 2.8 VR6               | 2792                    | VR6                | AAA, AFP                    | 6/12                      | 174 (128)/5800                       | 235/4200                                 | 1999 – 2002        |                    |                    |
| 2.8 24V VR6           | 2792                    | VR6                | AQP, AUE                    | 6/24                      | 204 (150)/6000                       | 270/3200                                 | 1999 – 2002        |                    |                    |
| 2.8 24V VR6           | 2792                    | VR6                | BDE                         | 6/24                      | 204 (150)/6000                       | 270/3200                                 | 2002 – 2005        |                    |                    |
| 3.2 24V VR6 R32       | 3189                    | VR6                | WAU, HAU                    | 6/24                      | 241 (177)/6250                       | 320/2800                                 | 2001 – 2004        |                    |                    |
| Silniki wysokoprężne: |                         |                    |                             |                           |                                      |                                          |                    |                    |                    |
| 1.9 SDI               | 1896                    | R4                 | AGP, AQM                    | 4/8                       | 68 (50)/4200                         | 133/2200-2600                            | 1997 – 2006        |                    |                    |
| 1.9 TDI               | 1896                    | R4                 | AGR, ALH                    | 4/8                       | 90 (66)/4000                         | 210/1900                                 | 1997 – 2003        |                    |                    |
| 1.9 TDI               | 1896                    | R4                 | ATD, AXR pompowtryskiwacze  | 4/8                       | 101 (74)/4000                        | 240/1800-2400                            | 2000 – 2006        |                    |                    |
| 1.9 TDI               | 1896                    | R4                 | AHF, ASV                    | 4/8                       | 110 (81)/4150                        | 235/1900                                 | 1997 – 2002        |                    |                    |
| 1.9 TDI               | 1896                    | R4                 | AJM pompowtryskiwacze       | 4/8                       | 116 (85)/4000                        | 285/1900                                 | 1998 – 2000        |                    |                    |
| 1.9 TDI               | 1896                    | R4                 | AUY pompowtryskiwacze       | 4/8                       | 116 (85)/4000                        | 310/1900                                 | 1999 – 2001        |                    |                    |
| 1.9 TDI               | 1896                    | R4                 | ASZ pompowtryskiwacze       | 4/8                       | 131 (96)/4000                        | 310/1900                                 | 2001 – 2006        |                    |                    |
| 1.9 TDI GTI           | 1896                    | R4                 | ARL pompowtryskiwacze       | 4/8                       | 150 (110)/4000                       | 320/1900                                 | 2000 – 2003        |                    |                    |

### Volkswagen Golf R32
W 2001 roku zaprezentowana została najmocniejsza wersja pojazdu – R32 wyposażona w widlasty, sześciocylindrowy silnik benzynowy o pojemności 3.2 l i mocy 241 KM, która przenoszona jest na cztery koła pojazdu w technice 4Motion za pomocą sprzęgła Haldex i 6-biegowej manualnej skrzyni biegów lub 6-biegowej skrzyni dwusprzęgłowej DSG (ze skrzynią DSG powstało tylko 500 egzemplarzy).
Według danych fabrycznych, auto osiąga prędkość maksymalną 247 km/h (w rzeczywistości przekracza 260 km/h), a przyśpiesza od 0 do 100 km/h w czasie 6,4 s. W stosunku do podstawowej wersji pojazdu obniżone i utwardzone zostało zawieszenie, zmieniony został przedni zderzak wyposażony w duże wloty powietrza oraz tylny zderzak z dwiema końcówkami wydechu oraz nakładki progowe. Nadwozie pojazdu osadzono na 18-calowych aluminiowych felgach. Auto wyposażone zostało dodatkowo m.in. w system ESP i EDS, klimatyzację automatyczną oraz obszyte skórą i alcantarą fotele Koenig.

## Piąta generacja
Volkswagen Golf V został zaprezentowany po raz pierwszy w 2003 roku.
Samochód został po raz pierwszy oficjalnie zaprezentowany podczas targów motoryzacyjnych we Frankfurcie w 2003 roku. Auto zbudowane zostało na płycie podłogowej PQ35 wykorzystanej do budowy m.in. Seata Altea oraz León, a także Audi A3. W stosunku do IV generacji modelu pojazd jest dłuższy, szerszy i wyższy. Zwiększona została także pojemność bagażnika.
W 2005 roku na bazie modelu zbudowany został minivan oferowany jako Golf Plus, wersja sedan pojazdu oferowana jako Jetta oraz coupé-cabrio oferowane jako Eos. W tym samym roku wprowadzona została najmocniejsza wersja pojazdu – R32. W 2007 roku wprowadzona została wersja kombi pojazdu. W Golfie V umożliwiony został demontaż poszycia drzwi od zewnętrznej strony. Volkswagen postawił na takie rozwiązanie, aby uszkodzony element można było w prosty sposób wymienić.
W plebiscycie na Europejski Samochód Roku 2004 model zajął 3. pozycję (za Fiatem Pandą i Mazdą 3).

### Wyposażenie
- Trendline
- Edition
- Comfortline
- Highline
- Sportline
- Goal
- Tour
- United
- Speed
- Individual
- Pirelli Edition
- Fahrenheit Edition
- GT
- GT Sport
- GTI
- GTI Edition 30
- R32

### Silniki
| Silnik                | Pojemność skokowa [cm³] | Typ silnika        | Liczba cylindrów /zaworów | Moc maksymalna [KM (kW)] przy obr./min | Maks. moment obrotowy [Nm] przy obr./min | Prędkość maksymalna [km/h] | Przyśpieszenie 0–100 km/h [s] | Lata produkcji     |                    |
| Silniki benzynowe:    | Silniki benzynowe:      | Silniki benzynowe: | Silniki benzynowe:        | Silniki benzynowe:                     | Silniki benzynowe:                       | Silniki benzynowe:         | Silniki benzynowe:            | Silniki benzynowe: | Silniki benzynowe: |
| --------------------- | ----------------------- | ------------------ | ------------------------- | -------------------------------------- | ---------------------------------------- | -------------------------- | ----------------------------- | ------------------ | ------------------ |
| 1.4 16V               | 1390                    | R4                 | 4/16                      | 75 (55)/5000                           | 126/3800                                 | 164                        | 14,7                          | 2003 – 2006        |                    |
| 1.4 16V               | 1390                    | R4                 | 4/16                      | 80 (59)/5000                           | 132/3800                                 | 168                        | 13,9                          | 2006 – 2008        |                    |
| 1.4 FSI               | 1390                    | R4                 | 4/16                      | 90 (66)/5200                           | 130/3750                                 | 174                        | 12,9                          | 2003 – 2006        |                    |
| 1.4 TSI               | 1390                    | R4                 | 4/16                      | 122 (90)/5000                          | 200/1500-4000                            | 197                        | 9,4                           | 2007 – 2008        |                    |
| 1.4 TSI               | 1390                    | R4                 | 4/16                      | 140 (103)/5600                         | 220/1500-4000                            | 205                        | 8,8                           | 2005 – 2007        |                    |
| 1.4 TSI               | 1390                    | R4                 | 4/16                      | 170 (125)/6000                         | 240/1750-4750                            | 220                        | 7,9                           | 2005 – 2007        |                    |
| 1.6 8V                | 1595                    | R4                 | 4/8                       | 102 (75)/5600                          | 148/3800                                 | 184                        | 11,4                          | 2004 – 2008        |                    |
| 1.6 FSI               | 1595                    | R4                 | 4/16                      | 115 (85)/6000                          | 155/4000                                 | 192                        | 10,8                          | 2003 – 2007        |                    |
| 2.0 FSI               | 1984                    | R4                 | 4/16                      | 150 (110)/6000                         | 200/3250-4250                            | 209                        | 8,9                           | 2004 – 2008        |                    |
| 2.0 TFSI GTI          | 1984                    | R4                 | 4/16                      | 200 (147)/5100-6000                    | 280/1800-5000                            | 234                        | 6,9                           | 2004 – 2008        |                    |
| 2.0 TFSI GTI          | 1984                    | R4                 | 4/16                      | 230 (169)/5500                         | 300/2200-5200                            | 245                        | 6,6                           | 2007 – 2009        |                    |
| 2.5 MPI (USA)         | 2480                    | R5                 | 5/20                      | 150 (110)/5000                         | 225/3750                                 | 209                        | 9,0                           | 2004-2006          |                    |
| 2.5 MPI (USA)         | 2480                    | R5                 | 5/20                      | 170 (125)/5700                         | 239/4250                                 | 214                        | 8,1                           | 2006-2009          |                    |
| 3.2 R32               | 3189                    | VR6                | 6/24                      | 250 (184)/6300                         | 320/2500-3000                            | 250                        | 6,2                           | 2005 – 2008        |                    |
| Silniki wysokoprężne: |                         |                    |                           |                                        |                                          |                            |                               |                    |                    |
| 1.9 TDI               | 1896                    | R4                 | 4/8                       | 90 (66)/4000                           | 210/1800-2500                            | 176                        | 12,9                          | 2004 – 2008        |                    |
| 1.9 TDI               | 1896                    | R4                 | 4/8                       | 105 (77)/4000                          | 250/1900                                 | 187                        | 11,3                          | 2003 – 2008        |                    |
| 1.9 TDI BlueMotion    | 1896                    | R4                 | 4/8                       | 105 (77)/4000                          | 250/1900                                 | 190                        | 11,3                          | 2007 – 2008        |                    |
| 2.0 SDI               | 1968                    | R4                 | 4/8                       | 75 (55)/4200                           | 140/2200-2400                            | 163                        | 13,7                          | 2004 – 2008        |                    |
| 2.0 TDI               | 1968                    | R4                 | 4/16                      | 140 (103)/4000                         | 320/1750-2500                            | 203                        | 9,3                           | 2003 – 2008        |                    |
| 2.0 TDI DPF           | 1968                    | R4                 | 4/8                       | 140 (103)/4000                         | 320/1800-2500                            | 205                        | 9,3                           | 2006 – 2008        |                    |
| 2.0 TDI DPF           | 1968                    | R4                 | 4/16                      | 170 (125)/4200                         | 350/1800-2500                            | 220                        | 8,2                           | 2006 – 2008        |                    |

### Volkswagen Golf GTI W12-650
Prototypowa odmiana GTI W12-650 została zaprezentowana w maju 2007 roku podczas zlotu tuningowych miłośników Audi i Volkswagena organizowanym nad austriackim jeziorem Wörthersee w celu prezentacji potencjału koncernu.
W stosunku do oryginalnego Golfa GTI auto zostało poszerzone i obniżone. Z modelu seryjnego pozostawiono drzwi, przednią maskę oraz reflektory. Resztę nadwozia zaprojektowano od nowa. Nadwozie pojazdu osadzono na 19-calowych aluminiowych obręczach. Na pokładzie samochodu schowano umiejscowiony centralnie 6-litrowy podwójny, turbodoładowany silnik benzynowy W12 (pochodzący z Bentleya Continental GT) o mocy 650 KM oraz 750 Nm momentu obrotowego. Zawieszenie pojazdu oraz układ hamulcowy został zapożyczony z Lamborghini Gallardo, zaś klatka – Audi R8.

## Szósta generacja
Volkswagen Golf VI został zaprezentowany po raz pierwszy w 2008 roku.
Samochód został po raz pierwszy oficjalnie zaprezentowany podczas targów motoryzacyjnych w Paryżu w 2008 roku. Szósta generacja pojazdu zaprezentowana została dwa lata wcześniej niż zakładano. Spowodowane to było tym, że Golf V nie spełniał oczekiwań klientów oraz zarządu Volkswagena. Auto jest tak naprawdę zmodernizowaną piątą generacją pojazdu. Z poprzednika przejęta została płyta podłogowa oraz konstrukcja dachu. Reszta elementów nadwozia zaprojektowana została na nowo lub została przeprojektowana. Projekt pojazdu powierzony został włoskiemu styliście Walterowi de Silvie.
W 2009 roku zaprezentowana została wersja kombi oraz Plus po liftingu. Rok później zaprezentowana została wersja sedan pojazdu oferowana jako Jetta oraz wersja cabrio.
W plebiscycie na Europejski Samochód Roku 2009 model zajął 3. pozycję (za Oplem Insignią i 7. generacją Forda Fiesty). W 2009 roku samochód zdobył tytuł World Car of the Year.

### Wersje wyposażeniowe
- Trendline b(base)
- Trendline
- Comfortline
- Highline
- Move
- Style
- Match
- Team
- GTD
- GTI
- GTI Edition 35
- R

### Silniki
| Wersja                       | Silnik:                   | Układ zasilania:   | Średnica × skok tłoka: | St. sprężania:     | Moc maksymalna:                                                                    | Maks. moment obrotowy           | 0–100 km/h:        | V-max:             |
| Silniki benzynowe:           | Silniki benzynowe:        | Silniki benzynowe: | Silniki benzynowe:     | Silniki benzynowe: | Silniki benzynowe:                                                                 | Silniki benzynowe:              | Silniki benzynowe: | Silniki benzynowe: |
| ---------------------------- | ------------------------- | ------------------ | ---------------------- | ------------------ | ---------------------------------------------------------------------------------- | ------------------------------- | ------------------ | ------------------ |
| 1.2 TSI                      | R4 1,2 l (1197 cm³), DOHC | wtrysk bezpośredni | 71,00 × 75,60 mm       | 10,0:1             | 85 KM (63 kW) przy 4800 obr./min                                                   | 160 N·m przy 1500-3500 obr./min | 12,3 s             | 178 km/h           |
| 1.2 TSI                      | R4 1,2 l (1197 cm³), DOHC | wtrysk bezpośredni | 71,00 × 75,60 mm       | 10,0:1             | 105 KM (77 kW) przy 5000 obr./min                                                  | 175 N·m przy 1550-4100 obr./min | 10,6 s             | 190 km/h           |
| 1.4                          | R4 1,4 l (1390 cm³), DOHC | wtrysk EFI         | 76,50 × 75,60 mm       | 10,5:1             | 80 KM (59 kW) przy 5000 obr./min                                                   | 132 N·m przy 3800 obr./min      | 13,9 s             | 172 km/h           |
| 1.4 TSI                      | R4 1,4 l (1390 cm³), DOHC | wtrysk bezpośredni | 76,50 × 75,60 mm       | 10,0:1             | 122 KM (90 kW) przy 5000 obr./min                                                  | 200 N·m przy 1500-4000 obr./min | 9,5 s              | 200 km/h           |
| 1.4 TSI                      | R4 1,4 l (1390 cm³), DOHC | wtrysk bezpośredni | 76,50 × 75,60 mm       | 10,0:1             | 160 KM (118 kW) przy 5800 obr./min                                                 | 240 N·m przy 1500-4500 obr./min | 8,0 s              | 220 km/h           |
| 1.6 MPI                      | R4 1,6 l (1595 cm³), SOHC | wtrysk EFi         | 81,00 × 77,40 mm       | 10,5:1             | 102 KM (75 kW) przy 5600 obr./min                                                  | 148 N·m przy 3800 obr./min      | 11,3 s             | 190 km/h           |
| 1.6 BiFuel                   | R4 1,6 l (1595 cm³), SOHC | wtrysk EFi         | 81,00 × 77,40 mm       | 10,5:1             | 98 KM (72 kW) przy 5600 obr./min (LPG) 102 KM (75 kW) przy 5600 obr./min (benzyna) | 144 N·m przy 3800 obr./min      | 12,1 (LPG) 11,9 s  | 185 km/h           |
| 1.8 TSI                      | R4 1,8 l (1798 cm³), DOHC | wtrysk bezpośredni | 82,50 × 86,40 mm       | 9,6:1              | 160 KM (118 kW) przy 5000 obr./min                                                 | 250 N·m przy 1500 obr./min      | 8,0 s              | 220 km/h           |
| 2.5 (tylko Ameryka Północna) | R5 2,5 l (2480 cm³), SOHC | wtrysk EFi         | 82,50 × 92,50 mm       | 9,5:1              | 170 KM (125 kW) przy 5700 obr./min                                                 | 240 N·m przy 4250 obr./min      | 8,0 s              | 214 km/h           |
| GTI                          | R4 2,0 l (1984 cm³), DOHC | wtrysk bezpośredni | 82,50 × 92,80 mm       | 9,6:1              | 210 KM (155 kW) przy 5300 obr./min                                                 | 280 N·m przy 1700-5200 obr./min | 6,9 s              | 240 km/h           |
| GTI Edition 35               | R4 2,0 l (1984 cm³), DOHC | wtrysk bezpośredni | 82,50 × 92,80 mm       | 9,8:1              | 235 KM (173 kW) przy 5500-6300 obr./min                                            | 300 N·m przy 2200-5500 obr./min | 6,6 s              | 247 km/h           |
| R                            | R4 2,0 l (1984 cm³), DOHC | wtrysk bezpośredni | 82,50 × 92,80 mm       | 9,8:1              | 271 KM (199 kW) przy 6000 obr./min                                                 | 350 N·m przy 2500-5000 obr./min | 5,7 s              | 250 km/h           |
| Silniki wysokoprężne:        |                           |                    |                        |                    |                                                                                    |                                 |                    |                    |
| 1.6 TDI                      | R4 1,6 l (1598 cm³), DOHC | common rail        | 79,50 × 80,50 mm       | 16,5:1             | 90 KM (66 kW) przy 4400 obr./min                                                   | 230 N·m przy 1500-2500 obr./min | 12,9 s             | 178 km/h           |
| 1.6 TDI                      | R4 1,6 l (1598 cm³), DOHC | common rail        | 79,50 × 80,50 mm       | 16,5:1             | 105 KM (77 kW) przy 4200 obr./min                                                  | 250 N·m przy 1500-2500 obr./min | 11,3 s             | 189 km/h           |
| 2.0 TDI                      | R4 2,0 l (1968 cm³), DOHC | common rail        | 81,00 × 95,50 mm       | 16,5:1             | 110 KM (81 kW) przy 4200 obr./min                                                  | 250 N·m przy 1500-2500 obr./min | 10,7 s             | 190 km/h           |
| 2.0 TDI                      | R4 2,0 l (1968 cm³), DOHC | common rail        | 81,00 × 95,50 mm       | 16,5:1             | 140 KM (103 kW) przy 4200 obr./min                                                 | 320 N·m przy 1750-2500 obr./min | 9,3 s              | 209 km/h           |
| GTD                          | R4 2,0 l (1968 cm³), DOHC | common rail        | 81,00 × 95,50 mm       | 16,5:1             | 170 KM (125 kW) przy 4200 obr./min                                                 | 350 N·m przy 1750-2500 obr./min | 8,1 s              | 222 km/h           |

## Siódma generacja
Volkswagen Golf VII został zaprezentowany po raz pierwszy we wrześniu 2012 roku.
Pojazd został po raz pierwszy zaprezentowany 4 września 2012 roku w Narodowej Galerii w Berlinie. Oficjalna prezentacja pojazdu miała miejsce miesiąc później podczas targów motoryzacyjnych w Paryżu. Samochód zbudowany został na bazie modułowej płyty podłogowej MQB wykorzystanej do budowy m.in. Audi A3 III, Seata Leóna III oraz Škody Octavia III.
W porównaniu do szóstej generacji modelu auto jest bardziej przestronne z większą kabiną i przestronnym bagażnikiem. Auto oferuje także więcej systemów bezpieczeństwa: m.in. system multikolizyjny, który automatycznie wyhamowuje pojazd w celu uniknięcia kolizji, system adaptacyjnego tempomatu, system wykrywania zmęczenia kierowcy oraz system automatycznego parkowania i rozpoznawania znaków drogowych.
W marcu 2013 roku podczas targów motoryzacyjnych w Genewie zaprezentowana została nowa jednostka napędowa, zasilana sprężonym gazem ziemnym (CNG). Auto wyposażone w taki silnik został oznaczony skrótem TGI BlueMotion. W połowie 2013 roku zaprezentowana została najbardziej oszczędna wersja tego modelu. Golf 1.6 TDI Bluemotion dysponuje mocą 110 KM i na jednym baku ma przejeżdżać 1560 km, co oznacza średnie zużycie paliwa na poziomie 3,2 l/100 km.
W czerwcu 2013 roku Volkswagen zaprezentował wersję kombi pojazdu – Variant. Cechuje się ona bagażnikiem o pojemności 605 l, która po złożeniu oparć tylnej kanapy wzrasta do 1620 l. Oprócz modeli z napędem na przednią oś, w 2013 roku producent do oferty dołączył wersje z napędem na cztery koła, czyli 4motion.
W sierpniu 2013 roku Volkswagen zaprezentował najmocniejszą odmianę auta – Golfa R. Samochód otrzymał przeprojektowany silnik 2.0 TSI – zmieniono m.in. tłoki, głowicę i kolektory. Zmiany pozwoliły na osiągnięcie mocy 300 KM i maksymalnego momentu obrotowego 380 Nm. Moc przenoszona jest na cztery koła za pośrednictwem sprzęgła Haldex piątej generacji. Samochód w wersji R pojawił się w salonach przed końcem 2013 roku.
W 2013 roku na salonie motoryzacyjnym we Frankfurcie producent zaprezentował wersję Sportsvan.
We wrześniu 2014 roku Volkswagen zaprezentował uterenowiony model Golf Alltrack. Samochód zbudowany w oparciu o wersję kombi ma zmodyfikowane zawieszenie, zwiększony o 20 mm prześwit i napęd 4x4 4motion oraz sprzęgło Haldex piątej generacji.
We wrześniu 2015 roku ogłoszono, że do produkcji trafi Volkswagen Golf GTI Clubsport. Samochód jest napędzany silnikiem 2.0 TSI o mocy 265 KM, ale w trybie overboost na krótki okres (ok. 10 sekund) możliwe jest podniesienie mocy do 290 KM. To oznacza, że Golf GTI Clubsport jest najmocniejszym Golfem GTI w historii.
W październiku 2016 roku zaprezentowana została wersja po face liftingu. Przekształcone zostały detale tj. chromowane listwy oraz wloty powietrza. Reflektory przednie otrzymały zupełnie nowy układ diod LED, a także dynamiczne kierunkowskazy. Klasyczne zegary deski rozdzielczej pojazdu zastąpione zostały (opcjonalnie) tzw. wirtualnym kokpitem, czyli 12,3-calowym wyświetlaczem, odświeżony został także umieszczony centralnie ekran dotykowy, który w najbogatszej wersji ma przekątną 9,2-cala. Do listy wyposażenia opcjonalnego pojazdu dopisano asystenta jazdy w korku, system Emergency Assist oraz system parkowania z przyczepą (Trailer Assist). Przy okazji liftingu do gamy benzynowych jednostek napędowych dodano silnik 1.5 TSI dostępny w dwóch wariantach mocy: 130 oraz 150 KM. Nowa jednostka 1.5 TSI w każdym wariancie mocy posiada system ACT. Jest to układ, który przy niskim obciążeniu silnika odłącza dwa cylindry. Wówczas pracuje on na dwóch pozostałych, co pozwala ograniczyć zużycie paliwa. 1.5 TSI wyposażony jest w filtr cząstek stałych GPF.
Samochód zdobył tytuł „World Car of the Year 2013”. Już wcześniej Golf VII zdobył również tytuł Car of the Year 2013, wyprzedzając Toyotę GT 86, Subaru BRZ oraz Volvo V40.

### Wersje wyposażeniowe
- Trendline
- Comfortline
- Highline
- R-Line
- GTD
- GTE
- GTI
- R
- Cup – edycja specjalna
- United – edycja specjalna

### Silniki benzynowe
| Wersja:                   | Typ silnika:                          | Oznaczenia silników: | Pojemność skokowa | Maksymalna moc:            | Maksymalny moment obrotowy | Cylindry/Zawory | Przyśpieszenie 0–100 km/h: | Prędkość maksymalna: | Zużycie paliwa na 100 km, w cyklu mieszanym: | Skrzynia biegów seryjnie: | Norma emisji spalin: |
| ------------------------- | ------------------------------------- | -------------------- | ----------------- | -------------------------- | -------------------------- | --------------- | -------------------------- | -------------------- | -------------------------------------------- | ------------------------- | -------------------- |
| 1.0 TSI                   | Silnik rzędowy R3, wtrysk bezpośredni | CHZK                 | 999 cm³           | 63 kW (85 KM) /5000–5500   | 175 Nm /2000–3000          | 3/12            | 11,9 s                     | 180 km/h             | 4,8–4,9 l                                    | 5-biegowa ręczna          | Euro 6               |
| 1.0 TSI                   | Silnik rzędowy R3, wtrysk bezpośredni | CHZC                 | 999 cm³           | 81 kW (110 KM) /5000–5500  | 200 Nm /2000–3500          | 3/12            | 9,9 s                      | 196 km/h             | 4,7–4,9 l                                    | 6-biegowa ręczna          | Euro 6               |
| 1.0 TSI                   | Silnik rzędowy R3, wtrysk bezpośredni | CHZD                 | 999 cm³           | 85 kW (115 KM) /5000–5500  | 200 Nm /2000–3500          | 3/12            | 9,7 s                      | 204 km/h             | 4,3 l                                        | 6-biegowa ręczna          | Euro 6               |
| 1.2 TSI                   | Silnik rzędowy R4, wtrysk bezpośredni | CJZB                 | 1197 cm³          | 63 kW (85 KM) /4300–5300   | 160 Nm /1400–3500          | 4/16            | 11,9 s                     | 179 km/h             | 4,9 l                                        | 5-biegowa ręczna          | Euro 6               |
| 1.2 TSI                   | Silnik rzędowy R4, wtrysk bezpośredni | CJZA                 | 1197 cm³          | 77 kW (105 KM) /5000       | 175 Nm /1400–4100          | 4/16            | 10,2 s                     | 192 km/h             | 4,8–4,9 l                                    | 6-biegowa ręczna          | Euro 6               |
| 1.2 TSI                   | Silnik rzędowy R4, wtrysk bezpośredni | CYVB                 | 1197 cm³          | 81 kW (110 KM) /4600–5600  | 175 Nm /1400–4000          | 4/16            | 9,9 s                      | 195 km/h             | 4,9 l                                        | 6-biegowa ręczna          | Euro 6               |
| 1.4 TGI                   | Silnik rzędowy R4, wtrysk bezpośredni | CPWA                 | 1395 cm³          | 81 kW (110 KM) /4800–6000  | 200 Nm /1500–3500          | 4/16            | 10,9 s                     | 194 km/h             | 3,4–3,5 kg gazu ziemnego (5,1–5,3 l benzyny) | 6-biegowa ręczna          | Euro 6               |
| 1.4 TSI                   | Silnik rzędowy R4, wtrysk bezpośredni | CMBA/CPVA            | 1395 cm³          | 90 kW (122 KM) /5000       | 200 Nm /1400–4000          | 4/16            | 9,3 s                      | 203 km/h             | 5,0–5,2 l                                    | 6-biegowa ręczna          | Euro 5               |
| 1.4 TSI                   | Silnik rzędowy R4, wtrysk bezpośredni | CZCA                 | 1395 cm³          | 92 kW (125 KM) /5000–6000  | 200 Nm /1400–4000          | 4/16            | 9,1 s                      | 204 km/h             | 5,0–5,2 l                                    | 6-biegowa ręczna          | Euro 6               |
| 1.4 TSI (ACT opcjonalnie) | Silnik rzędowy R4, wtrysk bezpośredni | CHPA, CPTA (ACT)     | 1395 cm³          | 103 kW (140 KM) /4500–6000 | 250 Nm /1500–3500          | 4/16            | 8,4 s                      | 212 km/h             | 4,7–5,2 l                                    | 6-biegowa ręczna          | Euro 5               |
| 1.4 TSI (ACT opcjonalnie) | Silnik rzędowy R4, wtrysk bezpośredni | CZDA, CZEA (ACT)     | 1395 cm³          | 110 kW (150 KM) /5000–6000 | 250 Nm /1500–3500          | 4/16            | 8,2 s                      | 216 km/h             | 5,0–5,2 l                                    | 6-biegowa ręczna          | Euro 6               |
| 1.5 TSI ACT               | Silnik rzędowy R4, wtrysk bezpośredni | DACA                 | 1498 cm³          | 96 kW (130 KM) /5000–6000  | 200 Nm /1400–4000          | 4/16            | 9,1 s                      | 210 km/h             | 4,8 l                                        | 6-biegowa ręczna          | Euro 6               |
| 1.5 TSI ACT               | Silnik rzędowy R4, wtrysk bezpośredni | DADA                 | 1498 cm³          | 110 kW (150 KM) /5000–6000 | 250 Nm /1500–3500          | 4/16            | 8,3 s                      | 216 km/h             | 4,9–5,0 l                                    | 6-biegowa ręczna          | Euro 6               |
| 1.8 TSI                   | Silnik rzędowy R4, wtrysk bezpośredni | –                    | 1798 cm³          | 126 kW (172 KM) /4800–6200 | 270 Nm /1600–4200          | 4/16            | 7,6 s                      | 209 km/h             | 7,8 l                                        | 5-biegowa ręczna          | b.d.                 |
| 1.8 TSI                   | Silnik rzędowy R4, wtrysk bezpośredni | CJSB                 | 1798 cm³          | 132 kW (180 KM) /4500–6200 | 280 Nm /1350–4500          | 4/16            | 7,8 s                      | 217 km/h             | 6,5–6,6 l                                    | 6-biegowa DSG             | Euro 6               |

### Silniki Diesla
|                                              | 1.6 TDI                               | 1.6 TDI                               | 1.6 TDI                               | 1.6 TDI                               | 2.0 TDI                                               | 2.0 TDI                                               | 2.0 TDI GTD                                           |
| -------------------------------------------- | ------------------------------------- | ------------------------------------- | ------------------------------------- | ------------------------------------- | ----------------------------------------------------- | ----------------------------------------------------- | ----------------------------------------------------- |
| Okres produkcji:                             | od 04/2013                            | 08/2012–04/2014                       | 06/2013–04/2017                       | od 04/2017                            | 08/2012–04/2014                                       | od 04/2014                                            | od 03/2013                                            |
| Typ budowy:                                  | Silnik o zapłonie samoczynnym         | Silnik o zapłonie samoczynnym         | Silnik o zapłonie samoczynnym         | Silnik o zapłonie samoczynnym         | Silnik o zapłonie samoczynnym                         | Silnik o zapłonie samoczynnym                         | Silnik o zapłonie samoczynnym                         |
| Typ silnika:                                 | Silnik rzędowy R4, wtrysk Common Rail | Silnik rzędowy R4, wtrysk Common Rail | Silnik rzędowy R4, wtrysk Common Rail | Silnik rzędowy R4, wtrysk Common Rail | Silnik rzędowy R4, wtrysk Common Rail                 | Silnik rzędowy R4, wtrysk Common Rail                 | Silnik rzędowy R4, wtrysk Common Rail                 |
| Typoszereg:                                  | VW EA288                              | VW EA288                              | VW EA288                              | VW EA288                              | VW EA288                                              | VW EA288                                              | VW EA288                                              |
| Oznaczenie silnika:                          | CRKA, CLHB                            | CLHA                                  | CRKB                                  | DDYA                                  | CRBC, CRLB (CRBB)                                     | CRMB, DCYA, DEJA, CRLB                                | CUNA                                                  |
| Doładowanie:                                 | Turbosprężarka                        | Turbosprężarka                        | Turbosprężarka                        | Turbosprężarka                        | Turbosprężarka                                        | Turbosprężarka                                        | Turbosprężarka                                        |
| Cylindry/zawory:                             | 4/16                                  | 4/16                                  | 4/16                                  | 4/16                                  | 4/16                                                  | 4/16                                                  | 4/16                                                  |
| Pojemność skokowa:                           | 1598 cm³                              | 1598 cm³                              | 1598 cm³                              | 1598 cm³                              | 1968 cm³                                              | 1968 cm³                                              | 1968 cm³                                              |
| Maksymalna moc:                              | 66 kW (90 KM)/2750–4800               | 77 kW (105 KM)/3000–4000              | 81 kW (110 KM)/3200–4000              | 85 kW (115 KM)/3250–4000              | 110 kW (150 KM)/3500–4000                             | 110 kW (150 KM)/3500–4000                             | 135 kW (184 KM)/3500–4000                             |
| Maksymalny moment obrotowy:                  | 230 Nm/1400–2700                      | 250 Nm/1500–2750                      | 250 Nm/1500–3000                      | 250 Nm/1500–3200                      | 320 Nm/1750–3000                                      | 340 Nm/1750–3000                                      | 380 Nm/1750–3250                                      |
| Typ napędu, seryjnie:                        | Napęd przedni                         | Napęd przedni                         | Napęd przedni                         | Napęd przedni                         | Napęd przedni                                         | Napęd przedni                                         | Napęd przedni                                         |
| Typ napędu, opcjonalnie                      | –                                     | Napęd na cztery koła (4Motion)        | Napęd na cztery koła (4Motion)        | –                                     | Napęd na cztery koła (4Motion)                        | Napęd na cztery koła (4Motion)                        | –                                                     |
| Skrzynia biegów, seryjnie:                   | 5-biegowa ręczna                      | 5-biegowa ręczna                      | 5-biegowa ręczna/ 6-biegowa ręczna    | 5-biegowa ręczna                      | 6-biegowa ręczna                                      | 6-biegowa ręczna                                      | 6-biegowa ręczna                                      |
| Skrzynia biegów, opcjonalnie:                | –                                     | 7-biegowa DSG                         | 7-biegowa DSG                         | 7-biegowa DSG                         | 6-biegowa DSG (do 12/2016) 7-biegowa DSG (od 12/2016) | 6-biegowa DSG (do 12/2016) 7-biegowa DSG (od 12/2016) | 6-biegowa DSG (do 12/2016) 7-biegowa DSG (od 12/2016) |
| Masa własna:                                 | 1280 kg                               | 1295–1410 kg                          | 1265–1395 kg [1432 kg]                | 1301–1395                             | 1354–1449 kg                                          | 1354–1449 kg                                          | 1377–1395 kg [1584 kg]                                |
| Maksymalny załadunek:                        | 575 kg                                | 572–585 kg                            | 550–576 kg                            |                                       | 566–581 kg                                            | 566–581 kg                                            | 548–560 kg                                            |
| Przyspieszenie, 0–100 km/h:                  | 11,9 s                                | 10,5–11,7 s                           | 10,5–11 s [11,3 s]                    | 10,2 s (10,5 s)                       | 8,6 s                                                 | 8,6 s                                                 | 7,5 s [7,8 s]                                         |
| Prędkość maksymalna:                         | 185 km/h                              | 187–192 km/h                          | 195–200 km/h [191 km/h]               | 198 km/h (198 km/h)                   | 216 km/h [211 km/h]                                   | 216 km/h [211 km/h]                                   | 228–230 km/h [219 km/h]                               |
| Zużycie paliwa na 100 km, w cyklu mieszanym: | 3,8 l                                 | 3,8–4,5 l                             | 3,2–3,9[4,5 l]                        | 4,1–4,2 (3,9-4,0 l)                   | 4,1–4,7 l                                             | 4,1–4,7 l                                             | 4,2–4,5 l Diesel [4,5-4,9 l]                          |
| Emisja CO2, w cyklu mieszanym:               | 98 g/km                               | 99–119 g/km                           | 82–102 g/km [119 g/km]                | 106–109 g/km (102–105 g/km)           | 106–122 g/km                                          | 106–122 g/km                                          | 109–119 g/km [129 g/km]                               |
| Norma emisji spalin:                         | Euro 5                                | Euro 5                                | Euro 5/Euro 6                         | Euro 6                                | Euro 5/Euro 6                                         | Euro 6                                                | Euro 6                                                |

### Volkswagen Golf GTE
W lutym 2014 roku Volkswagen zaprezentował hybrydową wersję Golfa – model GTE. Auto bazuje na rozwiązaniach technologicznych zastosowanych wcześniej w Audi A3 e-tron. Samochód wyposażony jest w benzynowy silnik 1.4 TSI o mocy 150 KM wspomagany jednostką elektryczną. Sumaryczna moc układu napędowego to 204 KM, a maksymalny moment obrotowy wynosi 350 Nm. Auto ma zasięg około 630 km i może się pochwalić świetnymi osiągami. Sprint do 100 km/h trwa 7,6 s, a prędkość maksymalna wynosi 210 km/h. W trybie elektrycznym zasięg pojazdu wynosi około 50 km. Akumulatory o pojemności 8,8 kWh ładować można bezpośrednio z sieci – pełny cykl trwa około 3,5 h. Samochód trafił do sprzedaży przed końcem 2014 roku.

### Volkswagen e-Golf
Volkswagen e-Golf został zaprezentowany po raz pierwszy w 2014 roku.
Na bazie Golfa VII zaprojektowano całkowicie elektryczną wersję e-Golf, która weszła do produkcji i sprzedaży wiosną 2014 roku. Auto posiada silnik elektryczny o mocy 85 kW (odpowiednik 115 KM) i przyspiesza od 0 do 100 km/h w 10,4 s. Prędkość maksymalną ograniczono do 160 km/h. Akumulatory wystarczają na przejechanie do około 300 km. Ładować można albo w ciągu kilku godzin z instalacji domowej albo z punktów szybkiego ładowania CCS w ciągu 30 minut (do 80% pojemności).
Inaczej od wersji spalinowej, elektryczny Golf zyskał oddzielnego następcę. To opracowany od podstaw model ID.3, który jest pierwszym modelem z gamy nowych modeli na prąd.

## Ósma generacja
Volkswagen Golf VIII został zaprezentowany po raz pierwszy 24 października 2019 roku.
Prezentacja Golfa VIII pierwotnie została zaplanowana na czerwiec 2019 roku, jednak wskutek komplikacji m.in. z systemem multimedialnym premiera została przesunięta na październik 2019 roku.
Ósme wcielenie Golfa zostało opracowane od podstaw na nowej platformie MQB, na której bazują inne kompaktowe modele koncernu Volkswagena. Samochód jest dłuższy i ma większy rozstaw osi, zachowując zarazem ewolucyjny kierunek zmian w wyglądzie. Pojawiły się węższe reflektory, a także odświeżone logo producenta.
Kokpit utrzymano w nowej estetyce, gdzie dominują ekrany. Pierwszy pojawił się w miejscu zegarów, a kolejny ma funkcję dotykową i służy do obsługi, m.in.: systemu multimedialnego, radia, nawigacji i ustawień jazdy.
Sprzedaż ruszyła pod koniec 2019 roku. Z powodu spadającego popytu na samochody kompaktowe, Golf VIII nie będzie oferowany w USA, z wyjątkiem sportowych wersji GTI i R. Oferta nadwoziowa po raz pierwszy nie składa się z wersji trzydrzwiowej.
W styczniu 2024 roku, z okazji 50-lecia istnienia modelu, Golf VIII przeszedł symboliczny lifting. Otrzymał on stylizowane zderzaki, nowe reflektory o zmienionym kształcie, nowy wzór tylnych lamp oraz podświetlane logo marki z przodu. Największą nowością odświeżonego modelu jest zaktualizowany system multimedialny.

### Akcja serwisowa
Na początku 2021 roku Volkswagen wezwał do serwisów 56 000 egzemplarzy Golfów VIII ze względu na występujące problemy z oprogramowaniem systemu multimedialnego, który przestawał działać nawet na kilka godzin. Akcją serwisową zostały objęte pojazdy wyprodukowane przed lipcem 2020 roku. To nie pierwszy problem tego typu, z jakim borykał się Volkswagen nowej generacji Golfa. Niemiecki producent już wcześniej był zmuszony odroczyć premierę właśnie przez wzgląd na niesprawne oprogramowanie.

### Wersje wyposażeniowe
- Golf
- Life
- Style
- R-Line

### Silniki
Benzynowe:
- R4 1.5 TSI 130 i 150 KM
- R4 2.0 TSI 190 KM 4 MOTION
- R4 2.0 TSI 265 KM GTI
- R4 2.0 TSI 300 KM GTI Clubsport
- R4 2.0 TSI 333 KM R

Wysokoprężne:
- R4 2.0 TDI 116 KM
- R4 2.0 TDI 150 KM
- R4 2.0 TDI 200 KM GTD